# Plaza de Mayo
La plaza de Mayo de la Ciudad de Buenos Aires en Argentina, también denominada desde 1996 Ciudad Autónoma de Buenos Aires, es la plaza que se encuentra frente a la Casa Rosada, sede del Poder Ejecutivo Nacional. Fue creada en 1884, como resultado de la unión de las plazas de la Victoria y del Fuerte, al demolerse una construcción llamada Recova Vieja, que las separaba. Está ubicada en el sitio donde se realizó la segunda fundación de la Ciudad en 1580.
Se encuentra ubicada en el barrio de Montserrat, en la Comuna 1 de la Ciudad Autónoma de Buenos Aires. Más precisamente, en el denominado microcentro porteño, rodeada por las calles Hipólito Yrigoyen, Balcarce, Avenida Rivadavia y Bolívar del barrio de Monserrat. Nacen desde su lado oeste tres importantes avenidas: Presidente Julio A. Roca, Presidente Roque Sáenz Peña y Avenida de Mayo. En su entorno se encuentran varios de los principales monumentos y puntos de interés: el Cabildo histórico, la Casa Rosada (donde reside el Poder Ejecutivo de la Nación), la Catedral Metropolitana, el edificio del Gobierno de la Ciudad de Buenos Aires, la casa central del Banco Nación y la casa central de la Agencia de Recaudación y Control Aduanero.
Debajo de su terreno, de aproximadamente dos hectáreas, alberga a las estaciones de subte Plaza de Mayo (línea A), Catedral (línea D) y Bolívar (línea E) que junto con numerosas líneas de colectivos, brindan un fácil traslado a todos los rincones de la ciudad.
Caja de resonancia de las grandes manifestaciones populares del país, puede decirse que, salvo la Declaración de la Independencia y las batallas que se libraron para conquistarla, ha sido el escenario de todos los acontecimientos trascendentales a nivel nacional.
El 25 de mayo de 1941 la Comisión Nacional de Museos y Monumentos Históricos encargó al escultor argentino Manuel Félix Vilaboa, la realización de una placa de bronce sobre el borde del cantero donde se encuentra la Pirámide de Mayo con una leyenda que sintetiza su historia: 

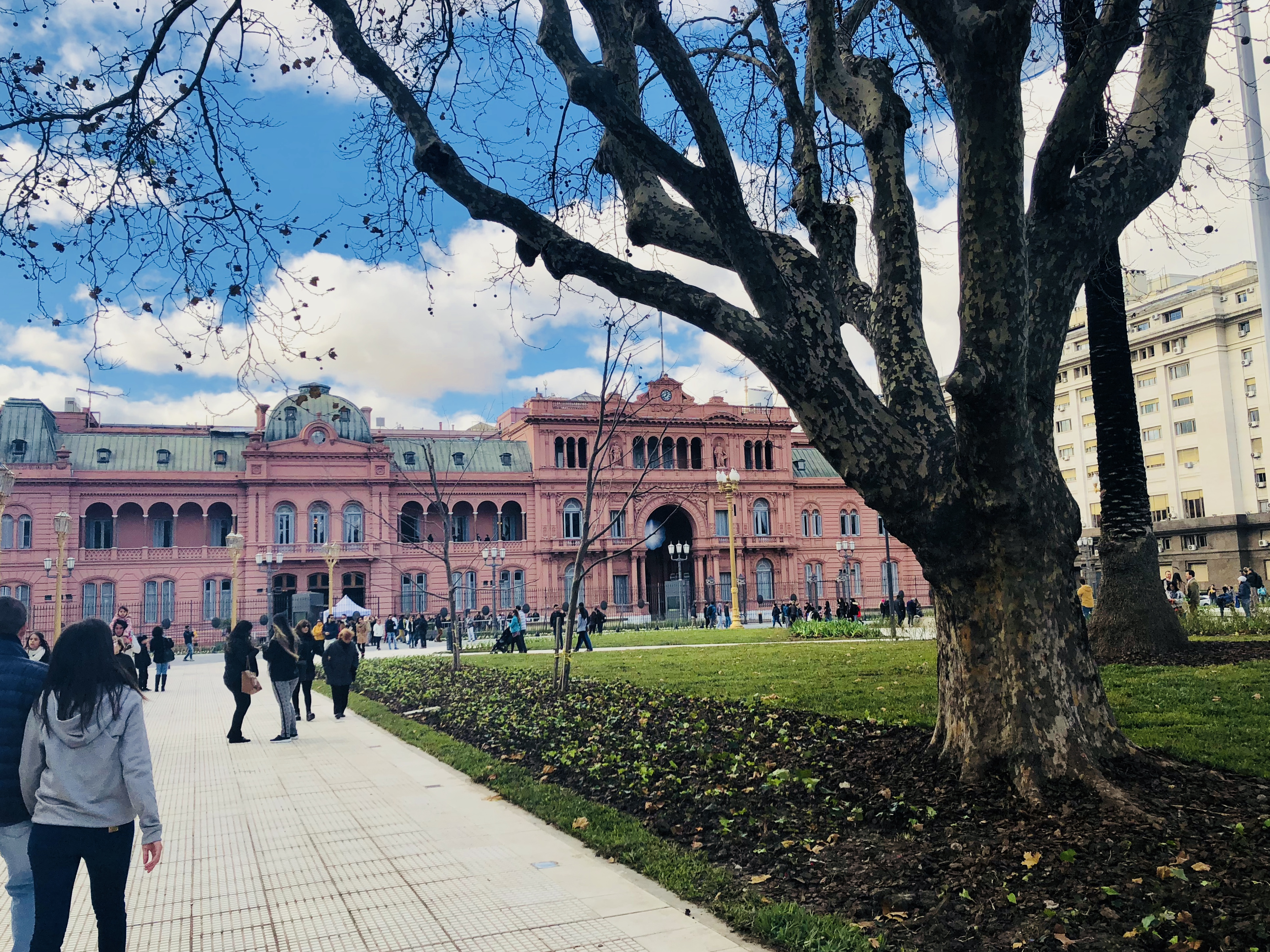
Vista de la Casa Rosada.

En esta Plaza Histórica el fundador Juan de Garay plantó el símbolo de la justicia el 11 de junio de 1580. La Plaza Mayor fue desde entonces el centro de la vida ciudadana donde el pueblo celebró sus actos más solemnes como sus fiestas y expansiones colectivas. La Reconquista y la Defensa de la ciudad culminaron en la Plaza Mayor que se denominó Plaza de la Victoria. En 1810 fue el glorioso escenario de la Revolución de Mayo y en 1811 levantose en ella la Pirámide conmemorativa de la fecha patria: hechos trascendentales de la Historia Argentina se sucedieron en la Plaza de la Victoria. Aquí el pueblo de Buenos Aires juró la Independencia de la patria el 13 de septiembre de 1816 y la Constitución Nacional el 21 de octubre de 1860. El edificio de la Recova Vieja, demolida en 1884 fue un rasgo característico en los tiempos de la Independencia y de la Organización Nacional.

## Historia

### Sus orígenes
Según las Ordenanzas de Descubrimiento y Población que en 1573 Felipe II promulgó estableciendo como debían ser las ciudades, calles y plazas americanas; el perímetro de la plaza Mayor debía ser rectangular con un largo de una vez y media su ancho. Sin embargo, cuando el 11 de junio de 1580 Juan de Garay fundó la actual Buenos Aires, destinó a plaza pública un cuadrado de 140 varas de lado, llamándola plaza Mayor o plaza Grande, que era la mitad del actual tamaño de la plaza de Mayo (2 ha), y ocupaba la manzana comprendida entre las calles que en la actualidad se llaman avenida Rivadavia, Hipólito Yrigoyen, Bolívar y Defensa.
La otra manzana, es decir, la que forman las calles Balcarce, Hipólito Yrigoyen, Rivadavia y Defensa, se la dio en propiedad a Juan Torres de Vera y Aragón quien jamás edificó en ella, dejándola en total abandono hasta que en 1608 el procurador general pidió que fuera destinada a plaza. Pero en ese año los padres jesuitas, con el permiso del gobernador Hernando Arias de Saavedra, se posesionaron de la parte norte y levantaron una pequeña capilla y unos ranchos, orígenes del templo de San Ignacio.
En 1617, nuevamente a instancias de Arias de Saavedra, los jesuitas abrieron un colegio y ampliaron la iglesia.
Dos años después, el gobernador Juan Alonso de Vera y Zárate, heredero del Adelantado del Río de La Plata, Torres de Vera y Aragón, hizo levantar unas casas de viviendas frente a la capilla, quedando separadas de ésta por un callejón. Pero quien las construyó no recibió la paga estipulada por lo que acusó al gobernador, quien al perder el juicio tuvo que rematar el terreno que le pertenecía y venderlo en 1634 a don Pedro de Rojas y Acevedo, cuya viuda la donó en 1645 a los jesuitas. En 1649 los herederos de Vera y Zárate cedieron sus derechos a los mismos padres, con lo que éstos vinieron a quedar dueños legales de toda la manzana.
Pero como los edificios, además de su fealdad, obstruían el campo de tiro de la Fortaleza que estaba instalada al este, frente a la costa del Río de la Plata, e impedían maniobrar a la artillería en caso de ataque, el gobernador don Alonso Mercado y Villacorta resolvió comprarles en 1661 la manzana en cuestión y demoler las construcciones existentes. De esta manera quedó un nuevo terreno entre el Fuerte y la Plaza Mayor al que se denominó Plaza de Armas, y que era un simple hueco o baldío. Sin embargo, las paredes de adobe de la iglesia continuaron allí y sirvieron en 1680 para que se alojara un piquete de tropas llamado de San Martín cuya finalidad era actuar contra los nativos pampas. A partir de 1695 vivía allí el fiel ejecutor que debía cuidar que los productos que se vendían en la plaza tuvieran el peso y precio que les correspondía. En 1717 también sirvieron como cochera de las autoridades eclesiásticas y años después también como cochera de gobernadores y de virreyes. En 1800 el estado de la construcción era deplorable y se demolió recién en 1822, quedando un terreno sin un solo árbol, que era cruzado por personas caballos y carros y se convertía en un lodazal con las lluvias.

### LaRecovay la Pirámide

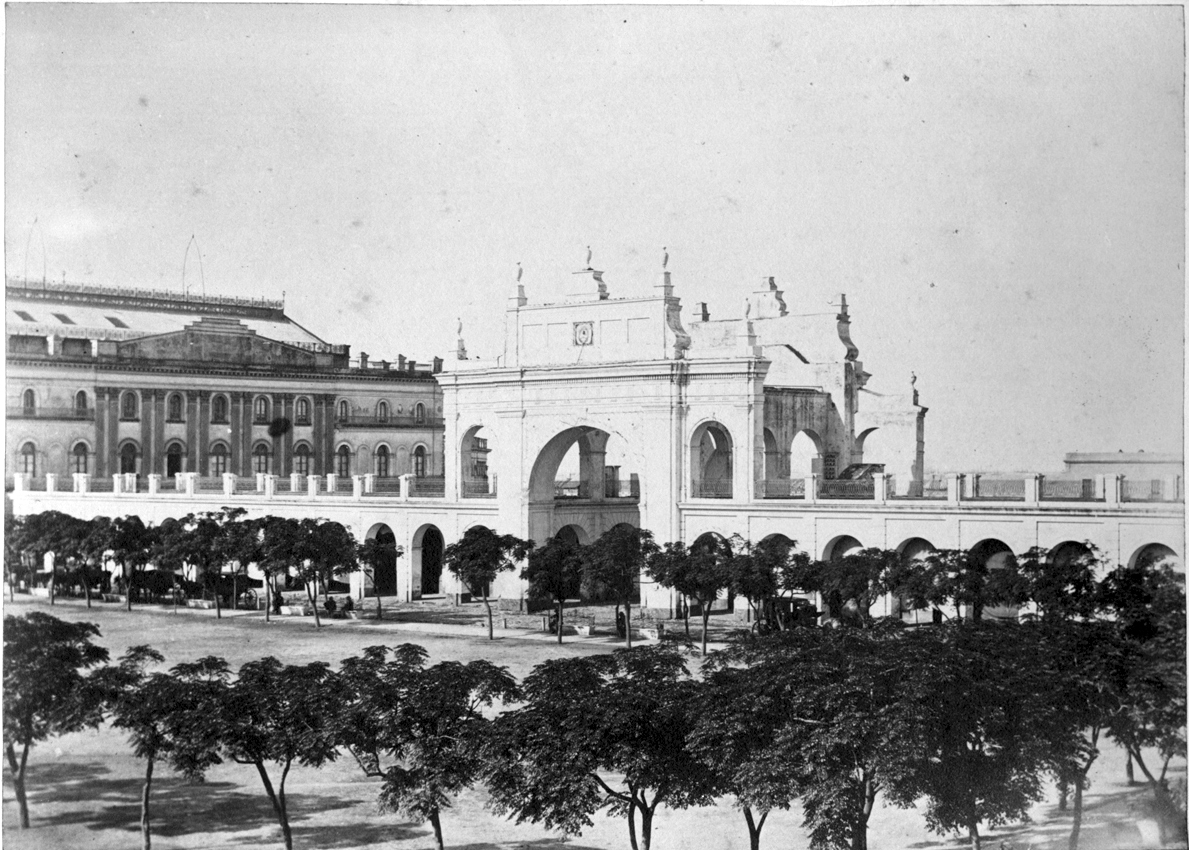
La Recova Vieja, en 1864.

En 1763, el acaudalado don Francisco Álvarez Campana propuso al entonces gobernador Pedro de Cevallos construir por su cuenta una recova que dividiera en dos mitades a la plaza y fuera destinada a comercios y puestos para la venta. Pero no fue hasta 1803 que se comenzaron los trabajos, durante el gobierno del virrey del Pino. La tarea fue encomendada al Maestro de Obras Agustín Conde. Se realizó con ladrillos cocidos que fueron fabricados del mismo tamaño para toda la obra, lo que resultó ser una novedad ya que hasta ese entonces no se tenía ese cuidado. La formaban cuarenta cuartos cuyas puertas miraban la mitad hacia el este y la otra mitad hacia el oeste. Al principio constaba de dos cuerpos separados por un callejón, cada uno de ellos formado por 11 arcos, pero en 1804 se unieron por un gran arco central, obra de Segismundo y Zelada, al que se dio en llamarse de los Virreyes y que rompió la monotonía del conjunto. Resultó entonces una construcción de estilo clasicista, de orden dórico. En ese lugar se instaló la horca, que hasta ese entonces se encontraba frente al fuerte. Además, en este mismo año, el virrey Rafael de Sobremonte ordenó que los vecinos a la Plaza Mayor levantaran arquerías frente a sus edificios para que unificaran sus fachadas con el estilo de la del Cabildo y la Recova.

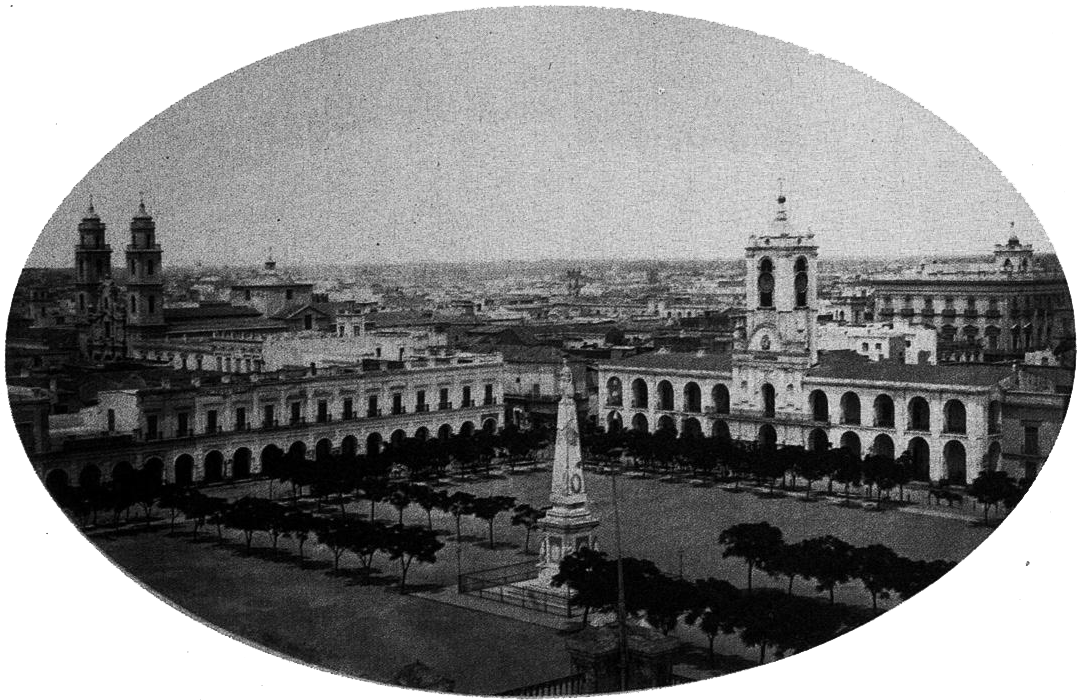
Plaza de la Victoria (1867).

De esta manera la plaza quedó dividida por esta construcción que se extendía de norte a sur sobre la plaza del Fuerte, siguiendo la línea de la actual calle Defensa, desde los Altos de Escalada hasta el Teatro Coliseo (luego Colón y hoy día Banco Nación). No tenía los servicios de higiene elemental y en ella se instalaron todo tipo de negocios, desde zapatería a ropa pasando por carne y verduras. El Cabildo cobraba para sí el alquiler de los cuartos. La división de la Plaza Mayor «la cambió mucho, reduciendo el campo visual, y la pared corrida con bancos de material, que edificó Segismundo sobre la ceja del foso de la fortaleza, la embellecía, ocultando aquellas hondonadas sucias y húmedas, donde los pilluelos y los soldados se ocultaban a jugar a los naipes».
La sección oeste frente al Cabildo se siguió denominando Plaza Grande o Mayor y, después de las invasiones inglesas, Plaza de la Victoria. La sección frente al fuerte, donde actualmente se halla la Casa de Gobierno o Rosada, fue llamada Plaza del Fuerte, de Armas, del Mercado y, en 1811, 25 de Mayo. Se trataba de un terreno sin árboles en el que se estacionaban los carros que vendían frutas, verduras, pescados y velas. 
En 1805 el Cabildo mandó construir en la arcada central del conjunto una alcantarilla que se unía a un sendero de piedra hasta el puente levadizo del Fuerte. Se dispuso además que las carretas dejaran de estacionarse en la plaza.
El 25 de mayo de 1811, como parte del programa de festejos para conmemorar el primer aniversario de la Revolución de Mayo, se resolvió erigir, en el centro de la Plaza de la Victoria, una construcción de ladrillos, hueca, parecida a un obelisco, pero que a pesar de tener dicha forma con el tiempo se conoció con el nombre de Pirámide de Mayo.
En 1818 se inició la construcción de otra recova sobre la calle del Cabildo (en la actualidad, Hipólito Yrigoyen), con lo cual la anterior pasó a llamarse Recova Vieja.

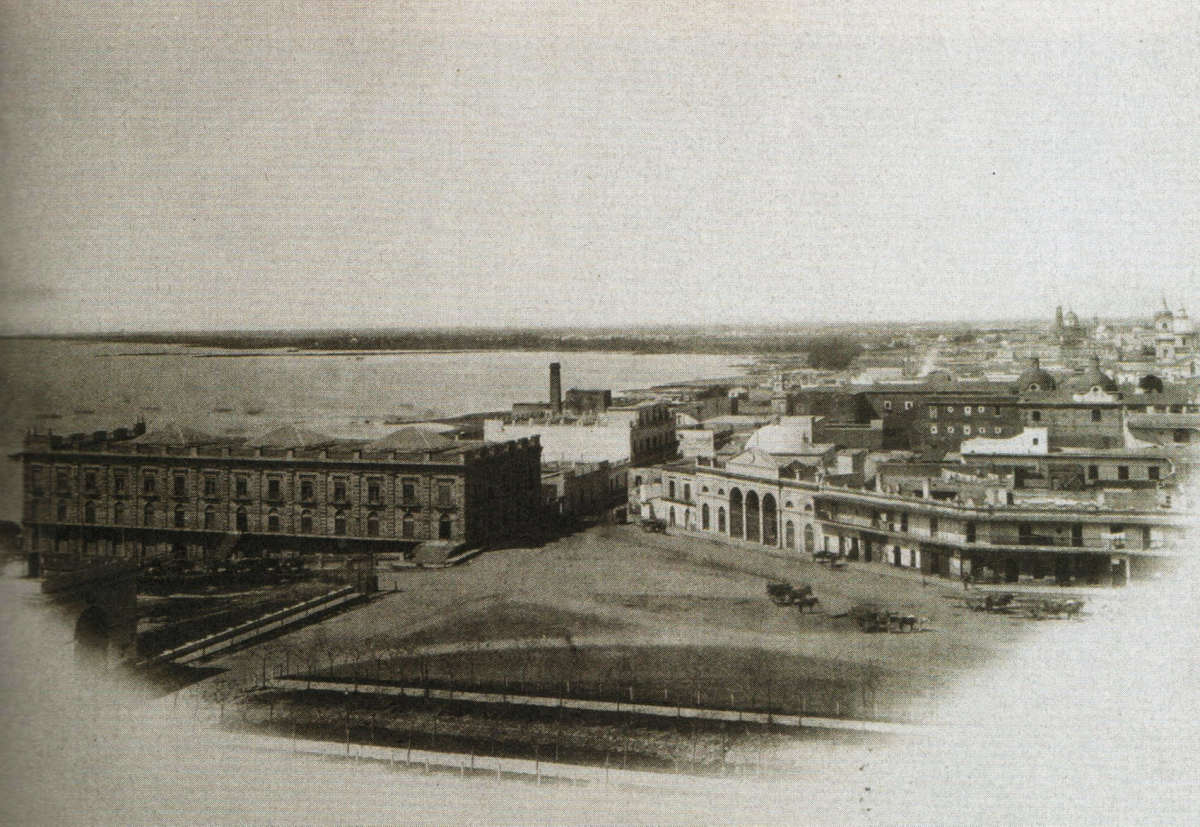
Plaza 25 de Mayo (1867).

En 1856 Prilidiano Pueyrredón remozó la Pirámide, en aquel entonces situada en el medio de la Plaza de la Victoria, revistiéndola con ladrillos y argamasa y colocándole una estatua de la Libertad en su ápice. También, en la misma plaza, instaló asientos, pavimentó, formó jardines y plantó trescientos paraísos (melia azedarach) en hilera. A su alrededor, una cadena que iba de poste en poste solo permitía el paso de los peatones por unos molinetes habilitados a tal efecto, resguardándose así la integridad del paseo de los animales sueltos y del paso de los vehículos. Este nuevo modelo para la Plaza de la Victoria, que la transformaba en un espacio verde de esparcimiento y distracción y dejaba para la historia su uso comercial, fue inmediatamente imitado en las demás plazas de la ciudad. El 25 de mayo se iluminó con gas el Cabildo, la Catedral, la Municipalidad, la Recova y el Fuerte.
En los dos años siguientes se empedró la vereda en todo su contorno y frente a la Catedral con piedra importada de Brasil y se colocaron los primeros bancos o poyitos de ladrillo. Al poco tiempo, a pedido de la población, se agregaron otros de mármol blanco.

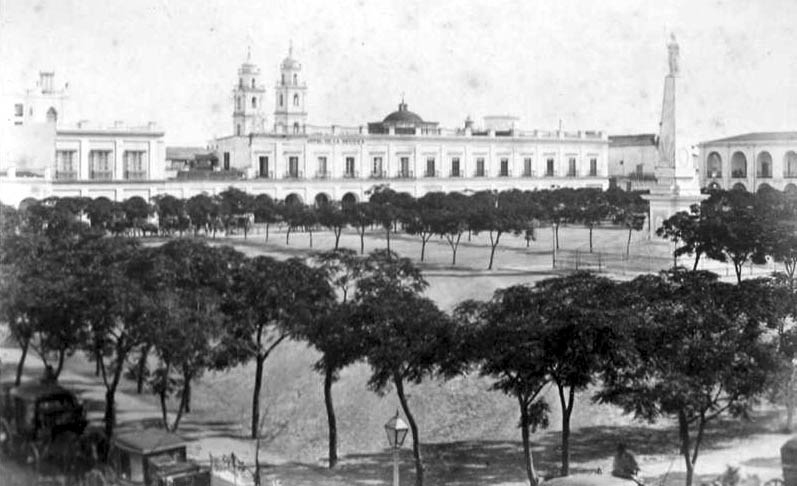
La plaza en 1864. En el fondo puede verse la recova nueva.

Durante la época de Juan Manuel de Rosas el país atravesaba serias dificultades económicas, motivo por el cual se sacaron a venta pública varias propiedades del Estado, entre las que se encontraba la Recova Vieja. Se efectuó una subasta el 27 de octubre de 1835 y la mejor oferta la hizo don Manuel Murrieta, pero no fue aceptada. Entonces se resolvió venderla particularmente, y el 29 de septiembre de 1836 la compró don Tomás de Anchorena. Permaneció en poder de esa familia hasta 1883. En este año el intendente Torcuato de Alvear solicitó al arquitecto Juan Antonio Buschiazzo su demolición como parte de varias modificaciones que se efectuaron a la plaza con la idea de convertirla en un lugar más apto para las necesidades de la población y de su importancia, tanto política como social. Fue entonces expropiada por la Municipalidad y demolida por orden del intendente Torcuato de Alvear en 1884. Se utilizaron setecientos obreros que realizaron la tarea en nueve días. Años más tarde la familia Anchorena ganó un juicio por el cual la Municipalidad debió compensarla con una alta cifra de dinero. 

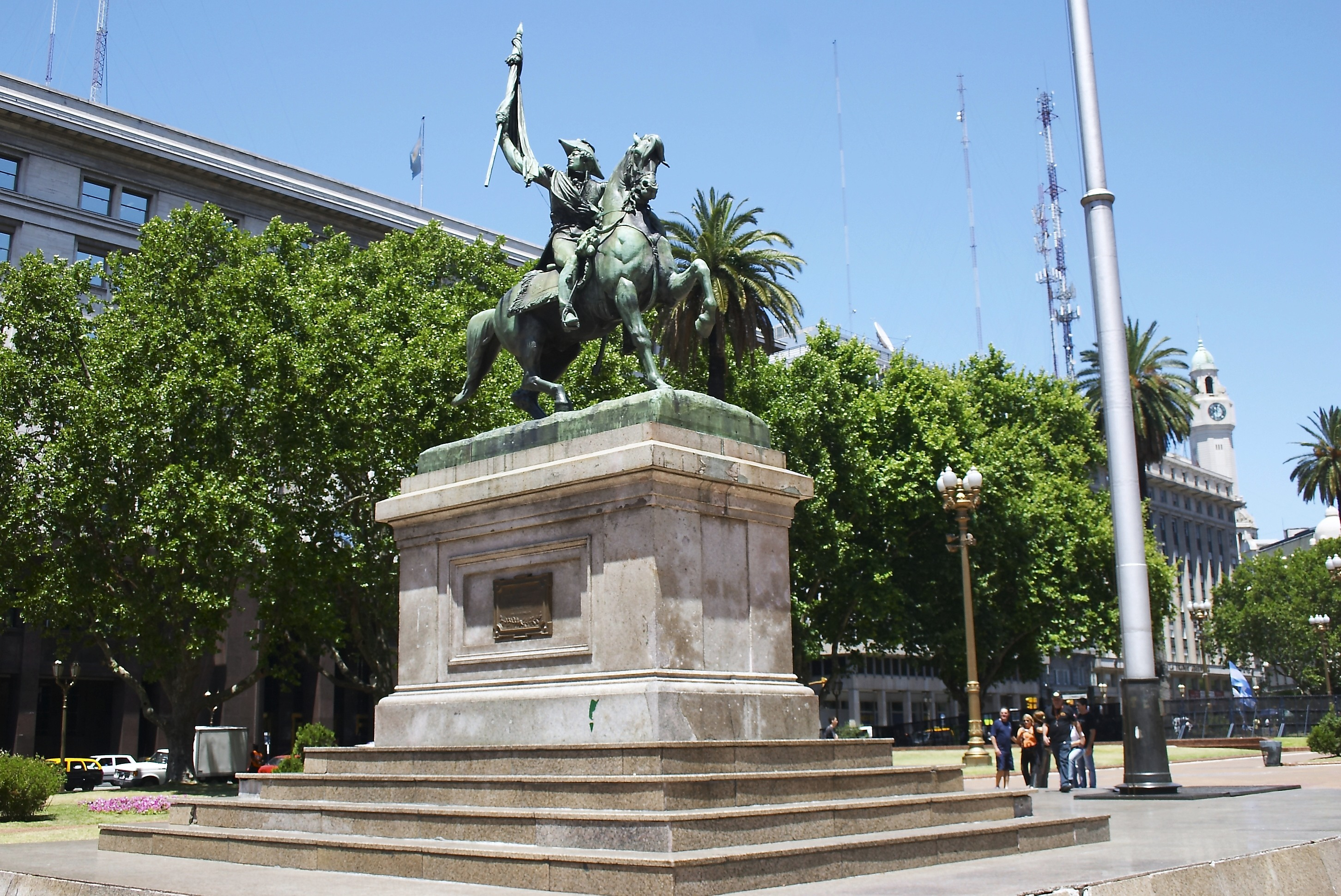
Estatua ecuestre de Manuel Belgrano.

Fue así como a partir del 17 de mayo de 1884 las dos plazas quedaron unidas bajo la denominación única de Plaza de Mayo. Se levantó entonces el empedrado de la calle Defensa en la sección que cruzaba la plaza y se quitaron los rieles del tranvía, que en aquel entonces era a caballo. En 1890 dicha calle quedó definitivamente incorporada al paseo.
En 1870 se nombró una comisión integrada por el general Bartolomé Mitre, don Enrique Martínez y don Manuel José Guerrico, encargada de erigir un Monumento ecuestre al General Manuel Belgrano. Esta comisión encomendó al escultor francés Albert-Ernest Carrier-Belleuse la ejecución de la estatua del prócer, quien a su vez confió a Manuel de Santa Coloma la realización del caballo. Este escultor fue el primer argentino en nacer en una delegación diplomática nacional en el extranjero y la escultura del caballo se convirtió en el primer monumento realizado por un escultor argentino. El monumento fue inaugurado por Domingo Faustino Sarmiento el 24 de septiembre de 1873. Irónicamente Sarmiento había señalado años antes al tío del escultor, Martín de Santa Coloma, a Urquiza, para que lo degollase en Caseros.

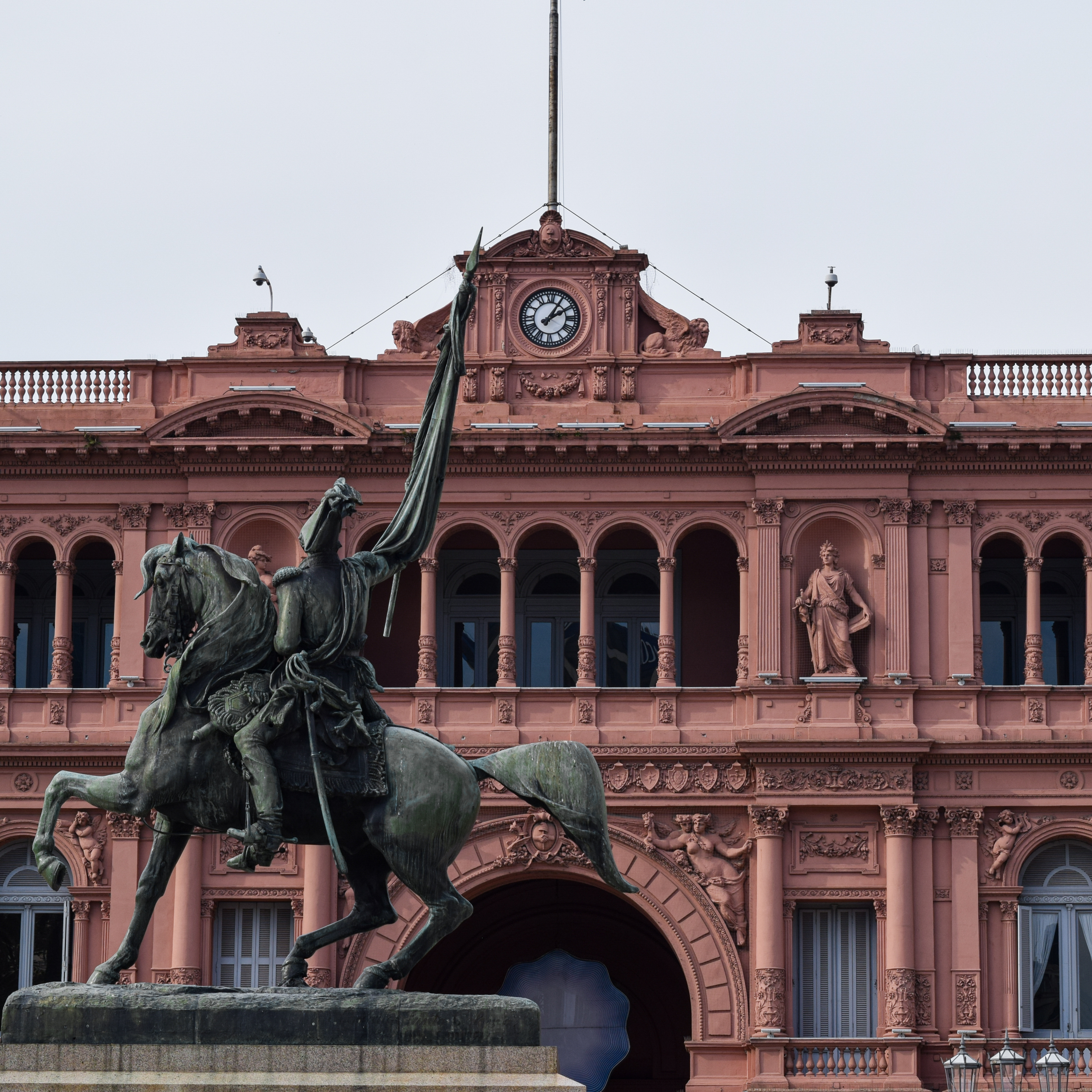
"General custodiando la Rosada"

La estatua ecuestre representa a un caballo moro en vez de a uno criollo pues a pesar de su nacionalidad Coloma nunca estuvo en la Argentina y no conocía este último tipo de caballos. Hasta 1886 se encontraba en el centro de la Plaza 25 de Mayo mirando al oeste, pero después de ese año se la trasladó frente a la recientemente construida Casa de Gobierno, que sustituyó al Fuerte, y se la orientó hacia el norte.
También en 1870 se emplazaron en la Plaza de la Victoria, al este y oeste de la Pirámide, dos fuentes que habían sido adquiridas un par de años antes y que aún existen pero ya no en la plaza sino en la intersección de las avenidas 9 de Julio y Córdoba. Debido a que el país carecía de afamados escultores y a los altos costos de mármoles y bronces originales, el gobierno había optado por adquirir réplicas, y las dos fundiciones artísticas que ofrecieron menor precio fueron las de Du Vall D´Osne y de Sauvageau. Como el fundador de la primera había recibido la medalla de oro en la Exposición Universal de París en 1867, terminaron decidiéndose por ella.

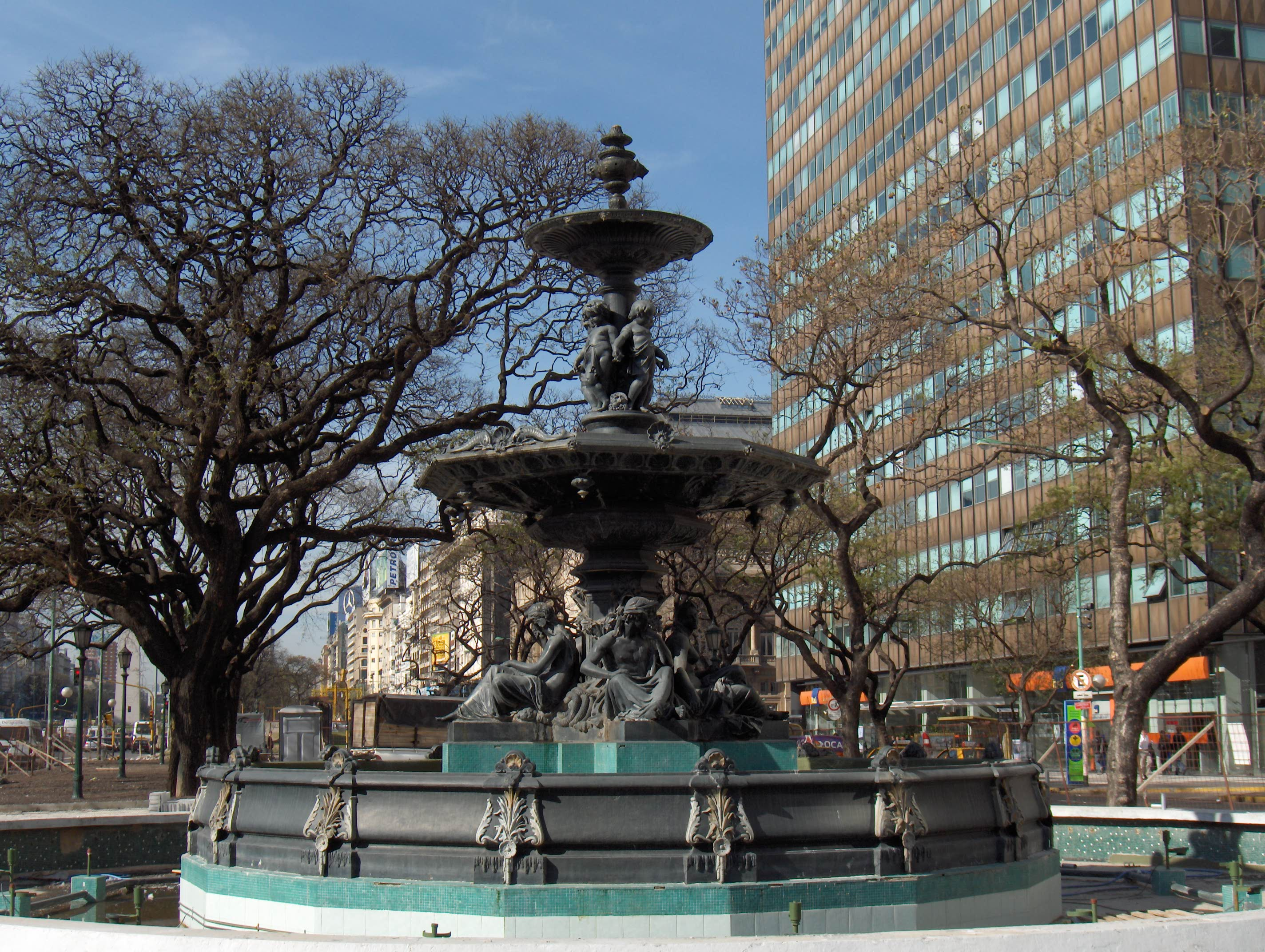
Antigua fuente de la Plaza, en la Av. 9 de Julio.

La base del complejo escultórico de cada fuente se encuentra integrada por dos figuras masculinas (un joven y un anciano) sentadas, conocidos tradicionalmente como Neptunos, e, intercaladas, dos figuras femeninas, también sentadas, denominadas Náyades. Desde la base se eleva una columna artística que sostiene un plato ornamentado con delfines, separados por resetas vertederas. En la prolongación de la columna se encuentra una ronda infantil, en la que se apoya otro plato (de menor tamaño que el anterior). En la parte superior se encuentra un vertedero decorado con cabezas de peces. El estilo corresponde al Renacimiento italiano, con un juego de platos dobles, la columna como eje central y la ronda de figuras de menor tamaño, elementos captados de la Fuente de Venus de la Villa La Petraiea, modelada por El Tríbolo.
Una de las fuentes fue ubicada cerca de la Recova, y la otra en las cercanías del Cabildo. Se encontraban protegidas por rejas asentadas en un diseño octogonal, colocándose un farol en cada ángulo. Estas fueron recibidas con críticas entre otras razones porque al carecerse de agua corriente las mismas permanecían secas, sirviendo solo de adorno. Un actor cómico de la época llamado Carbonelli solía burlarse al respecto repitiendo:

Las fuentes de la Plaza de la Victoria lloran la gloria. ¡Aguas corrientes! Si nos dejáis el barro llevaos las fuentes.

Posteriormente fueron retiradas, primero la que estaba cerca del Cabildo y años más tarde, después de haber sido trasladada más al oeste dentro de la misma plaza, la otra. Colocadas separadamente en distintos lugares de la ciudad fueron instaladas finalmente en la mencionada intersección de 9 de julio y Córdoba.
En 1882 se propuso reemplazar los paraísos plantados por Pueyrredón por palmeras. Hubo muchas discusiones con respecto a este cambio, el Concejo Deliberante de la Municipalidad (órgano legislativo de aquel entonces) se opuso al mismo. Domingo Faustino Sarmiento, que cuando gobernó las había hecho plantar en el por él creado parque de Palermo, fue uno de los que defendieron la medida propuesta por el Intendente Alvear y finalmente el reemplazo se concretó con palmeras traídas de Río de Janeiro.
En 1889 se le elevó su nivel bordeándola con tres escalones de piedra y se cerró la calle Defensa que la atravesaba para formar un gran óvalo con la idea de colocar en él un Monumento a la Independencia.

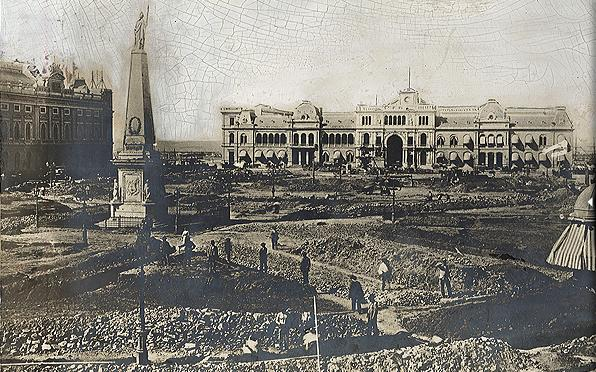
Obras de reforma según el diseño de Thays, (1894).

El 9 de julio de 1894 se inauguraron la Avenida de Mayo y la remodelación realizada por el ingeniero Carlos Thays a la plaza. El paisajista volvió a igualar el nivel del terreno de la plaza con el de las calles que la circundaban. Además la modificó dándole un diseño en cruz, de manera que la prolongación virtual de la calle Defensa hacía de crucero y la continuación de la Avenida de Mayo hacía de transepto. Thays hizo trasplantar algunas de las palmeras llevándolas al Parque 3 de Febrero y a su vez hizo traer de este algunos árboles plátanos (Platanus × acerifolia). También renovó los canteros, placas y rejas. Para este entonces ya se había inaugurado el alumbrado eléctrico. La nueva Avenida de Mayo une desde entonces a la plaza homónima con la Plaza del Congreso; e integran junto con sus alrededores lo que es denominado el eje cívico o histórico de la ciudad. De esta manera la Casa Rosada, sede del poder ejecutivo, y el Congreso Nacional, sede del legislativo, quedan en los extremos de la arteria y son visibles desde la plaza. En el día inaugural el foco del acorazado Almirante Brown presidió el festejo en la Plaza de Mayo, cuyas fuentes se transformaron en pagodas chinescas.
En 1895 se instala en ella la luz eléctrica.

### La Plaza de Mayo en elsigloXX

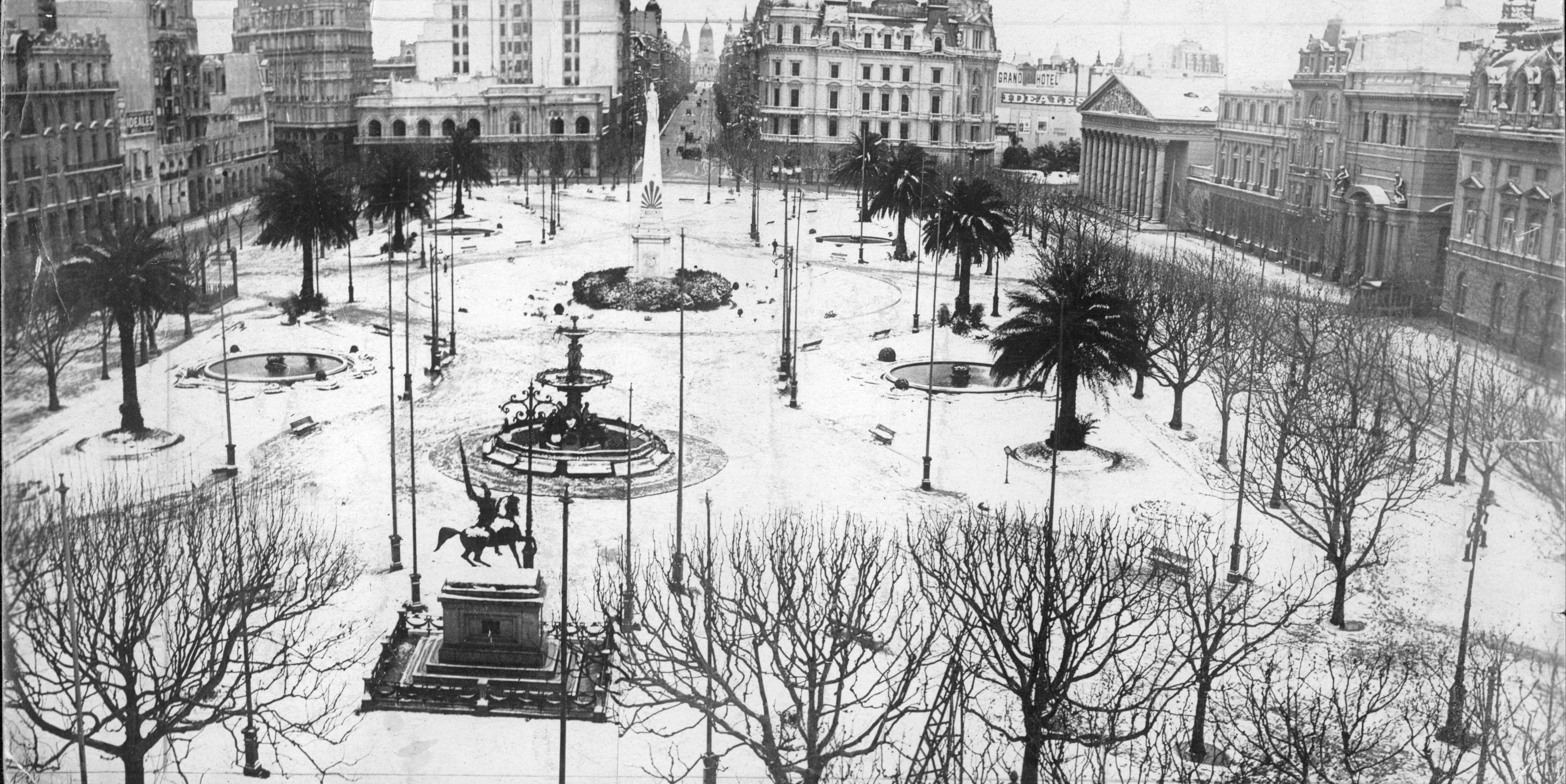
Cubierta de nieve el 22 de junio de 1918, durante la primera nevada de la que se tenga registro en Buenos Aires.

En 1904 se agregaron a la plaza estanques circulares con iluminación y en 1906 se proyectó para el Centenario de la Revolución de Mayo un monumento en el centro de la plaza, con la idea de que contuviera a la Pirámide de Mayo.
En efecto, hacia 1883 el intendente Torcuato de Alvear había tenido la firme idea de demoler la Pirámide para reemplazarla por un monumento conmemorativo que fuera "más digno", pero al año siguiente el Concejo Deliberante había accedido con la condición de que dicho monumento contuviera a la pirámide, sin dañarla. La intendencia había logrado luego que el Congreso Nacional considerase a la obra de interés nacional e invitara a las provincias junto con la Capital Federal a promover una suscripción popular para costearlo. La idea no prosperó, pero en 1899 el intendente Adolfo Bullrich volvió a insistir con la idea y con trasladar la Pirámide de Mayo, que aún se encontraba en el medio de lo que había sido la Plaza Victoria, al centro de la plaza, donde ahora había un espacio libre, resultado de haber retirado las fuentes mencionadas anteriormente. Sin embargo, una vez más todo quedó en nada hasta que en 1906 la Comisión Nacional del Centenario decidió abrir un concurso para la ejecución del monumento. 
Tres años después el jurado de dicho concurso decidió un empate en el primer puesto para los bocetos Pro-Patria et Libertate, del arquitecto Moretti y el escultor Luigi Brizzolara, y Sol, del arquitecto d´Huicque y escultor Lagae. Se firmó el contrato con Moretti y Brizzolara pero resultó que el proyecto era más caro de lo previsto y aunque se decidió realizar la obra con materiales menos costosos el desaliento cundió pues aun así la obra resultaba muy cara. 
Después de muchos años de gestión la idea y el proyecto se diluyeron; y solo el mencionado traslado de la pirámide se llevó a cabo. Este se realizó recién en 1912: primero se le retiraron las estatuas de mármol que tenía a su alrededor (que se colocaron en la plaza San Francisco, a cien metros de la Pirámide, para retornar al monumento en febrero de 2017) y mediante dos rieles sustentados en pilares de mampostería se la desplazó 63,17 m, hasta el centro de la Plaza de Mayo.
Un año después por debajo de la plaza comenzó a circular el subterráneo o metro y quedó inaugurada la estación Plaza de Mayo con una salida sobre el lado sur.
En octubre de 1921, estando a cargo la Dirección de Paseos del ingeniero Eugenio Carrasco, se sustituyeron los subcentros circulares que equidistaban de la Pirámide por partèrres de broderie rectangulares desde los cuales (y óvalo mediante) se irradiaban cuatro senderos hacia Balcarce y Bolívar respectivamente, en lugar de los dos que estaban antes.
Si bien no se realizó, el hecho de que en 1925 se haya sugerido la realización de dos pasajes de cemento sobre el centro de la plaza para que los peatones pudiesen cruzarle sin embarrarse por las lluvias, nos da una idea de los inconvenientes que los charcos barrosos generaban en aquella época.
En 1929 se amplió la calzada y se dispuso la construcción de veredas de cinco metros de ancho. Para facilitar la caminata de los peatones y como elemento estético se le realizaron senderos de mosaicos calcáreos blancos (de 20x20 cm) bordeados de ladrillo de máquina. Se rellenó con balastro rojo el espacio entre los canteros y los cordones y se ubicaron en las esquinas farolas de cinco luces y de dos en los perímetros. Las obras se inauguraron el 25 de mayo de ese año.

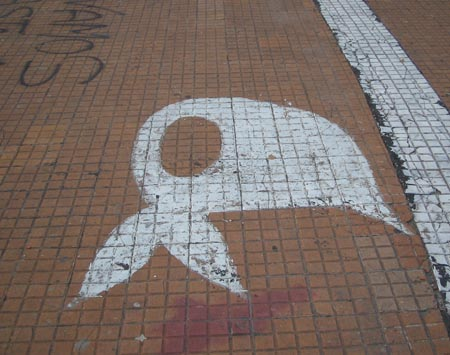
Pañuelo de las Madres de Plaza de Mayo.

El 9 de junio de 1942 fue Declarada Lugar Histórico por Decreto n.º 122.096.
En 1977 tuvo lugar otra modificación de importancia al parquizarla con motivos de broderie francesa, con abundancia de flores. Así quedaron instalados jardines que ocuparon tres mil metros cuadrados y caminos de seis metros de ancho con ochocientos metros cuadrados de vereda. También se cambiaron las baldosas blancas por otras de marrón claro. Se instalaron cuatro fuentes que poseen un sistema electrónico de juegos de agua rodeando a la Pirámide. Por último se instaló un sistema de riego por aspersión.

### sigloXXI
El 10 de marzo de 2005 la Legislatura de la Ciudad Autónoma de Buenos Aires sancionó la ley 1653 que declaró Sitio Histórico al área que rodea a la Pirámide de Mayo, espacio en el cual se pintaron con blanco las representaciones de los pañuelos que las Madres de Plaza de Mayo utilizan atados alrededor de sus cabezas para identificarse y pedir justicia por sus hijos desaparecidos.
En diciembre de 2012 la Universidad de Buenos Aires premió un corto de 15 minutos realizado por los integrantes del Proyecto Memoria Visual de Buenos Aires, dirigido por los arquitectos Graciela Raponi y Alberto Boselli, denominado Plaza de Mayo, 200 años que es un recorrido audiovisual por la evolución histórica del solar de la plaza. El corto había sido fue premiado en el Festival de video y cine científico (CINECINE) 2011.
El 29 de mayo de 2018, después de seis meses de obra y una inversión de $ 44 millones, se realizó una renovación que consistió en recuperar parte de la traza original de fines del siglo XIX y ensancharla ganando dos carriles vehiculares a cada lado, tanto de Hipólito Yrigoyen como de Rivadavia. De esta manera la superficie pasó de ser de 19 343 m² a 23 665 m². También se restauraron las cuatro fuentes y se volvieron a pintar los pañuelos blancos, símbolo de las Madres de Plaza de Mayo, se renovó la iluminación con tecnología LED y se instalaron reflectores blancos en el Cabildo y en la Pirámide de Mayo. Las baldosas rosadas se cambiaron por nuevas de color blanco. La obra incluyó también retirar las vallas metálicas policiales que desde el 2001, en forma improvisada, dividían la plaza en dos, obligando a descender a la calle para poder ir de oeste a este de la plaza. Se colocó en cambio unas rejas que cruzan transversalmente la plaza, lo cual provocó rechazo de algunos sectores. Ante esta reacción, desde el ministerio, explicaron que esta incorporación facilitaba el flujo del tránsito y que los "portones van a estar abiertos siempre, salvo alguna situación particular". Sin embargo, finalmente las rejas que dividían la plaza fueron retiradas, el 9 de diciembre de 2019, un día antes del traspaso del mando presidencial, de Mauricio Macri a Alberto Fernández, a pedido de este último al intendente Horacio Rodríguez Larreta.
El 1 de junio de 2018, apenas tres días luego del mencionado arreglo, una marcha que se manifestó en contra de pedir un préstamo al FMI en protesta por un veto presidencial a la baja de tarifas, destruyó gran parte de lo hecho, y debieron invertirse más de 4 000 000 millones de pesos para recuperar, reemplazar y poner en valor nuevamente la Plaza de Mayo.

## Descripción actual
| Características de la Plaza de Mayo    | |
| Forma:                                 | Aproximadamente la de un rectángulo, pero con sus lados menores (calles Bolívar y Balcarce) en forma de semicírculo                                |
| Superficie:                            | Año 2018: 23 665 m² |
| Obras de arte:                         | Pirámide de Mayo (Cañete 1811- Pueyrredón y Dubourdieu 1856) Monumento ecuestre al General Manuel Belgrano (Carriére Belleuse y Santa Coloma 1873) |
| Infraestructura y equipamiento:        | Iluminación, bancos, 4 fuentes de agua, 2 relojes a energía solar, mástil con la bandera argentina.                                                |
| Especies arbóreas:                     | 8 Palmeras Fénix y otras Washingtonianas, Jacarandás, Ceibo, Platanus × acerifolia, Olivo, entre otras.                                            |
| Otras características:                 | Boca de entrada a la estación de subte Plaza de Mayo.                                                                                              |
| Imagen de Plaza de Mayo en Google Maps | |

### La plaza hoy en día

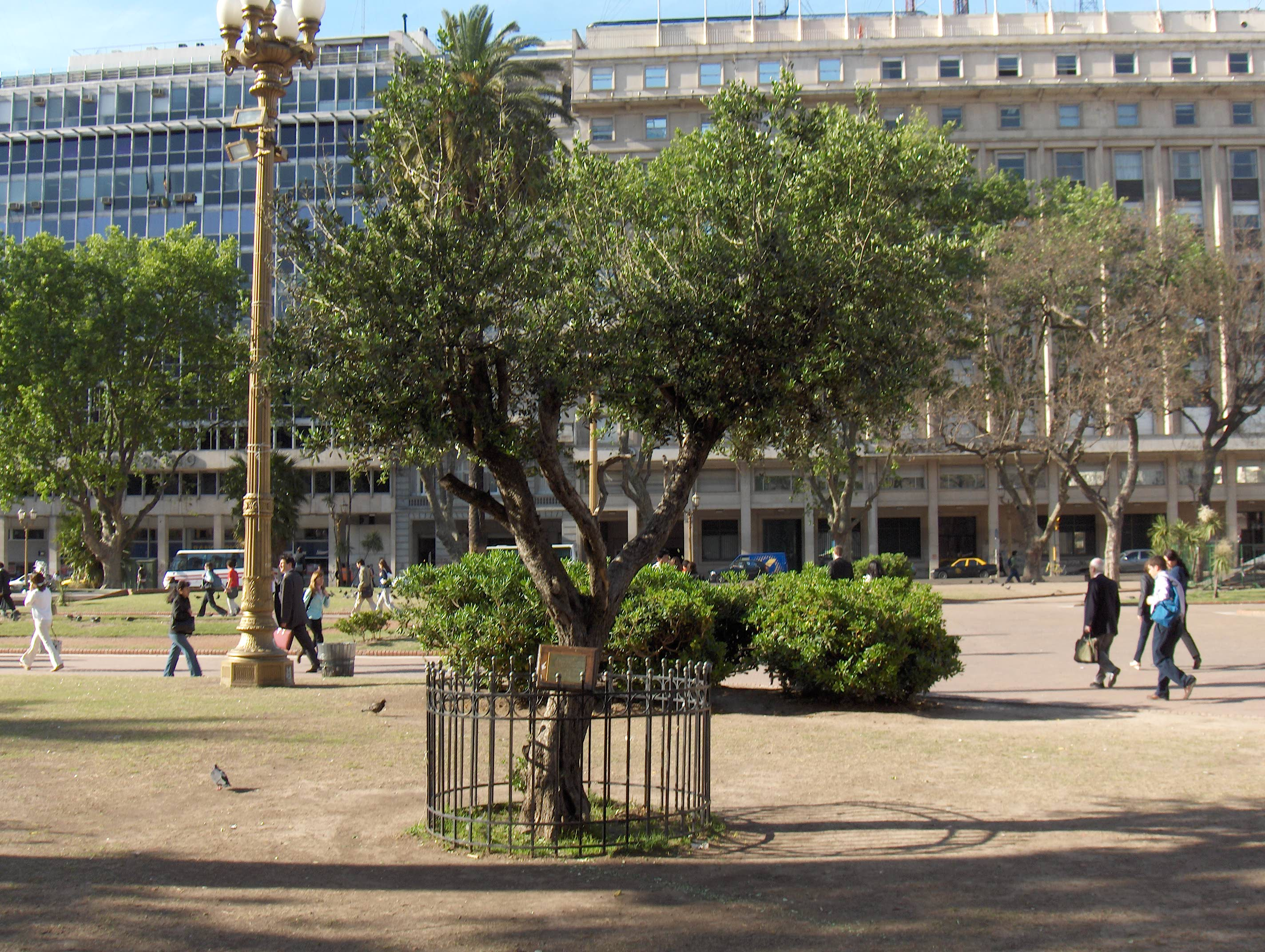
Olivo plantado por Jorge Mario Bergoglio, entonces Arzobispo de Buenos Aires, en el 2000.

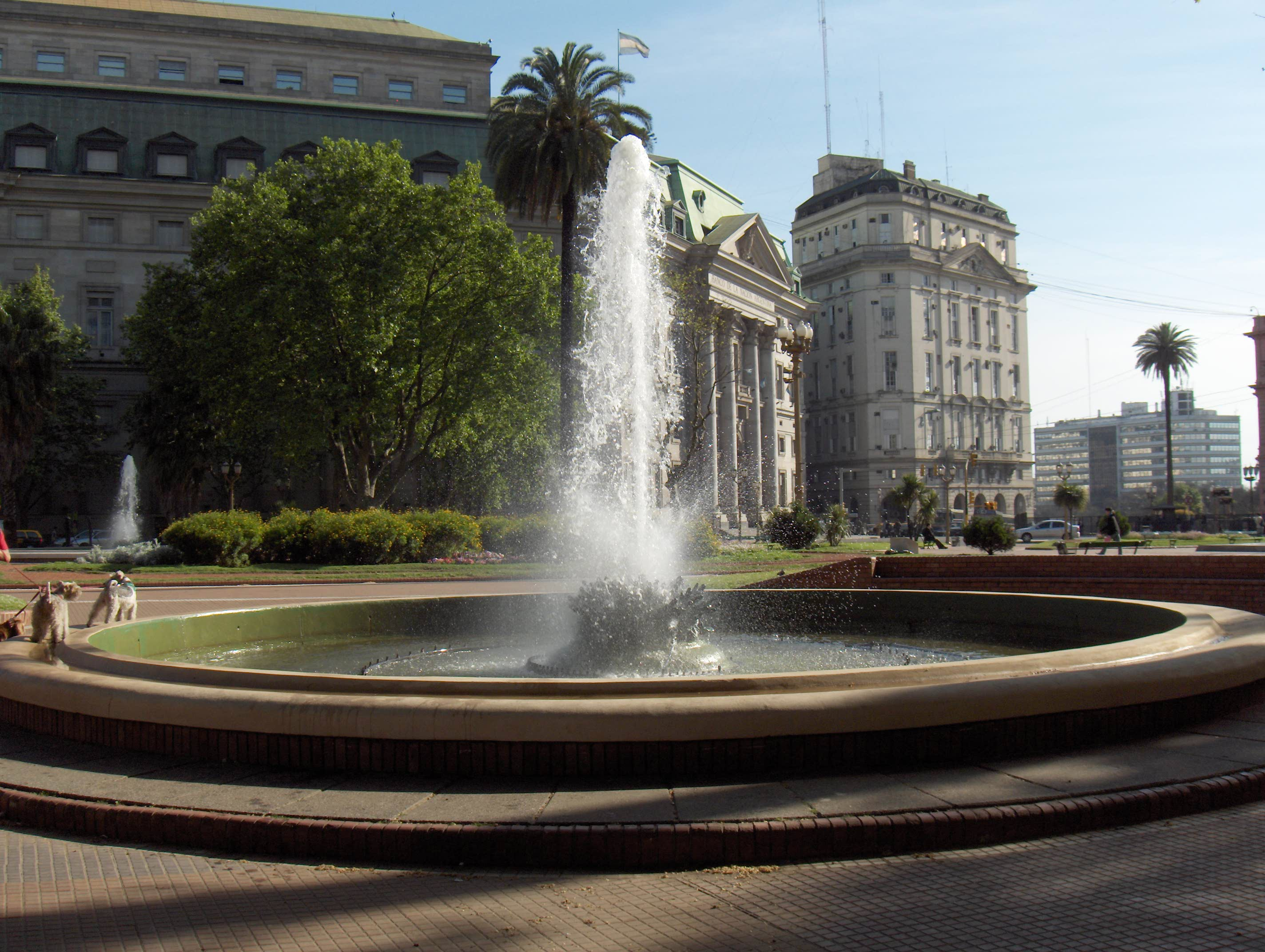
Fuentes instaladas en la plaza.

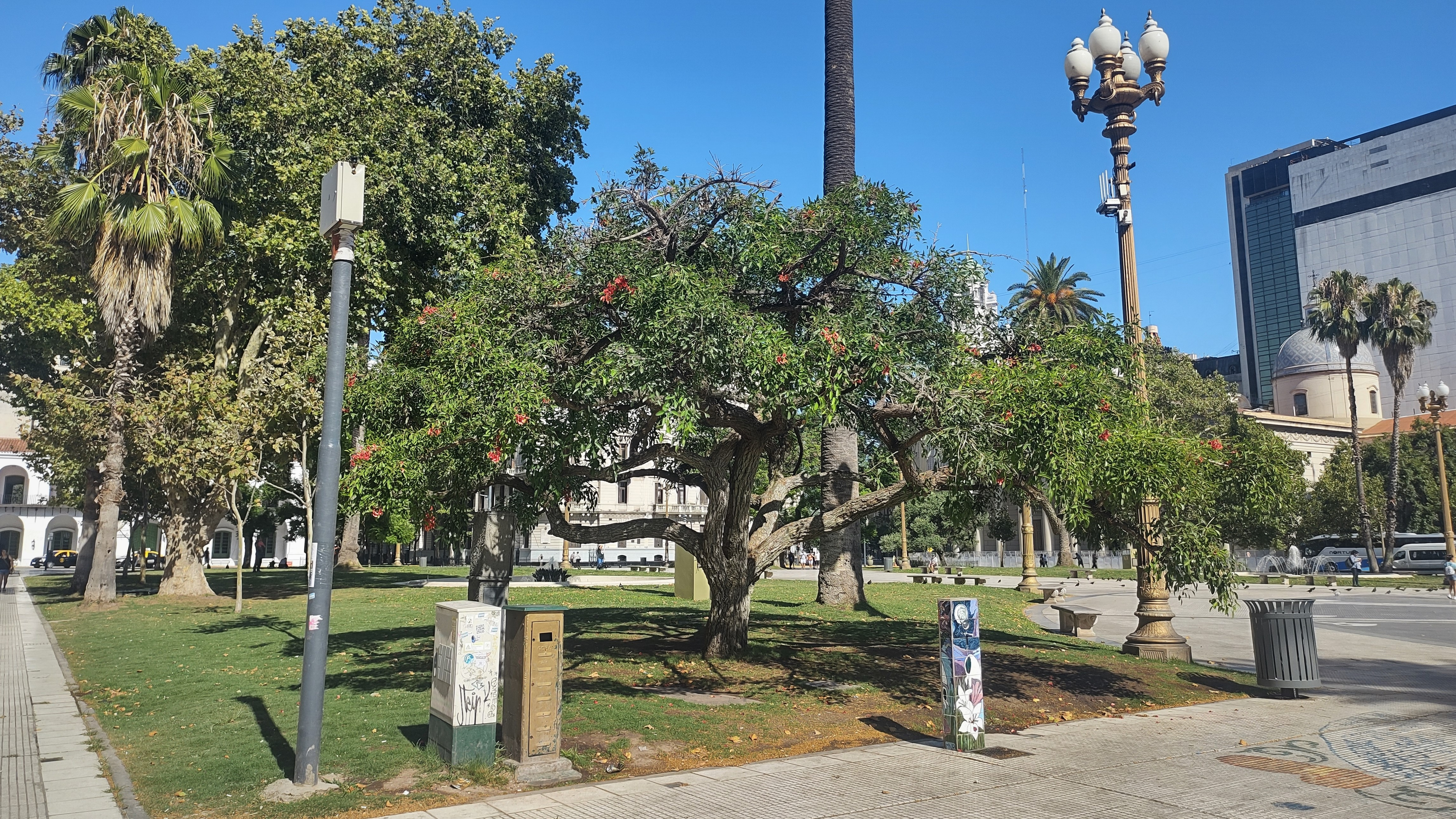
Ceibo.

Las escenas más comunes en un día de semana en la plaza, cuando no hay manifestaciones, son la de los oficinistas, que suelen trabajar en su mayoría en los bancos e instituciones públicas de la zona, yendo y viniendo agitadamente contrastando con los distendidos turistas que se sacan fotos y con aquellos que disfrutan unas horas de ocio echados en el césped tomando sol. Entre ellos se mezclan los escolares de uniforme o delantal que en contingentes guiados por los docentes visitan los históricos edificios, los vendedores de adornos con los colores patrios celeste y blanco; y los jubilados y niños dando de comer a las palomas, que comparten también el espacio con las golondrinas.
Especies arbóreasLas más llamativas son las ocho palmeras Phoenix canariensis de más de veinte metros de altura, tallo recto y grueso, distribuidas de este a oeste en dos hileras de cuatro. También se destacan los plátanos (Platanus × acerifolia), de gran talla y amplia y globosa copa. Su follaje cae en otoño y es llamativa su corteza amarillo verdosa que se desprende en placas de color gris acero. También entre otros hay un ceibo (Erythrina crista-galli), cuya flor roja fue declarada Flor Nacional de Argentina y algunos jacarandás, árbol de gran porte, que florece tanto en primavera como en los días más cálidos del verano con flores azul violáceas en racimos. El 29 de marzo de 2000 (jubileo) el entonces cardenal Mario Bergoglio (luego papa Francisco) encabezó un acto de paz entre los pueblos en el cual fue plantado un árbol de olivo frente a la Catedral como «compromiso de las diversas religiones de educar para la paz». El olivo y las palmeras canarias forman parte del registro de árboles notables e históricos de la Dirección General de Espacios Verdes y Arbolado de la Ciudad y las Comunas junto a otros ejemplares de protección especial.
Obras de arteSon dos: la Pirámide de Mayo (Cañete 1811, Prilidiano Pueyrredón y Joseph Dubourdieu, 1856), que se yergue con sus dieciocho metros de altura en el centro de la plaza, rodeada sobre el terreno de placas conmemorativas y una sola de bronce sobre ella, en la pared este, que solo menciona dos nombres: Felipe Pereyra de Lucena y Manuel Artigas. Estos fueron los dos primeros oficiales que perdieron la vida en los campos de batalla luchando por la independencia argentina. También se destaca el Monumento ecuestre al General Manuel Belgrano (Albert-Ernest Carrier-Belleuse y Manuel de Santa Coloma 1873), que lo muestra levantando el pabellón nacional por él creado y montado a caballo. Junto al monumento hay un gran mástil con la bandera argentina que en su base tiene dos placas de bronce que dicen:

Este será el color de la nueva divisa con que marcharán al combate los defensores de la Patria
Manuel Belgrano, 13 de febrero de 1813

Será peculiar de las Provincias Unidas la Bandera celeste y blanca de que ha usado hasta el presente y se usará en los ejércitos, buques y fortalezas
Decreto del Congreso de Tucumán, 25 de Julio de 1816

Otros
Por último la plaza cuenta con dos relojes níquel cadmio (en el lugar donde desembocan las calles Defensa y Reconquista) alimentados por batería solar cuyo cuidado está a cargo de la Dirección General de Mantenimiento de Edificios Públicos y Mobiliario Urbano. También hay  bancos, y cuatro fuentes de agua. 
En el lado sur sobresale la salida de la estación de subterráneo Plaza de Mayo de la línea "A".

### El entorno
| Lado Este                    |                                                |                 |                         |                     |
| Lado Norte                   |                                                |                 |                         | Lado Sur            |
| SIDE (ex AFI)                | Casa Rosada                                    | Casa Rosada     | Casa Rosada             | Palacio de Hacienda |
| Banco de la Nación Argentina | PLAZA de MAYO                                  | PLAZA de MAYO   | PLAZA de MAYO           | ARCA (ex AFIP)      |
| Catedral Metropolitana       | PLAZA de MAYO                                  | PLAZA de MAYO   | PLAZA de MAYO           | Zona de bancos      |
| Av. Roque Sáenz Peña         | Palacio Municipal de la Ciudad de Buenos Aires | Avenida de Mayo | Cabildo de Buenos Aires | Av. Julio A. Roca   |
| Lado Oeste                   |                                                |                 |                         |                     |

Algunos de los más importantes edificios en los alrededores de la plaza son:
- Casa Rosada: sede del Poder Ejecutivo de la Nación Argentina desde 1862. Allí existió antiguamente el Fuerte de Buenos Aires (Real Fortaleza de Don Juan Baltasar de Austria), que fue demolido parcialmente en 1853 y en forma total en 1882. La fachada se caracteriza por su particular color rosado, el gran arco central de acceso (obra del arquitecto Francisco Tamburini) y por la falta de simetría como consecuencia de la demolición parcial del ala sur en 1938.
- La Catedral Metropolitana: se ubica en la esquina de Rivadavia y San Martín, en el solar donde en 1593 Juan de Garay instalara la Iglesia Mayor. Desde entonces sufrió muchas modificaciones, la última importante en 1862. Es uno de los edificios más llamativos por su gran fachada que fue realizada por Catelin y Benoit, la decoración de su frontón fue realizada entre 1860 y 1863 por Joseph Dubourdieu y presenta doce columnas que simbolizan a los doce apóstoles y un bajorrelieve que representa al encuentro de Jacob con su hijo José en Egipto. Si bien su frente es de estilo neoclásico en su interior tiene el aspecto de una iglesia colonial española. Entrando a ella, puede accederse al mausoleo de mármol que alberga el sepulcro del general José de San Martín.
- Cabildo de Buenos Aires: durante siglos fue la máxima autoridad de la ciudad. Proyectado por el arquitecto jesuita Andrés Blanqui en 1725, parte de su fachada fue demolida para la ampliación de la Avenida de Mayo y la Diagonal Sur, quitándole seis de sus once arcos. Lo que quedó de él fue reconstruido totalmente por el arquitecto Mario Buschiazzo en 1940, para darle una fisonomía similar a la que tenía en 1810. Algunas habitaciones del Cabildo fueron utilizadas durante un tiempo como calabozos, y pueden observarse desde el patio del edificio.
- Palacio de Gobierno de la Ciudad de Buenos Aires: sede del Poder Ejecutivo de la Ciudad de Buenos Aires hasta 2015. Fue construido entre 1891 y 1902, con base en un proyecto del arquitecto Juan Antonio Buschiazzo, combinando elementos de la arquitectura francesa, italiana y alemana.
- Edificio de la Agencia de Recaudación y Control Aduanero (ARCA): Proyectado por los arquitectos Fitte y Morelli como Banco Hipotecario Nacional en 1942, fue construido en el solar que ocupara la casa de Antonio González Balcarce y parte del antiguo Congreso de la Nación Argentina que sesionara allí entre 1864 y 1905. De este antiguo edificio se conservan solo la sala de sesiones, que permitía la presencia de 800 espectadores, el vestíbulo de entrada y parte del mobiliario. También se encuentra en su interior la biblioteca de la Academia Nacional de la Historia, que se halla en el lugar donde se encontraba la mencionada casa de Balcarce.
- Banco de la Nación Argentina: el edificio diseñado por Alejandro Bustillo es la sede central de la institución. Entre 1857 y 1888 funcionó en este lugar el primer Teatro Colón, mientras que el actual edificio fue construido en dos etapas entre 1940 y 1955. El recinto está cubierto con una bóveda que es de las mayores del mundo, ya que sus dimensiones son de 50 metros de diámetro por 36 de altura.
- El Edificio Victoria, de 11 pisos, en Yrigoyen y Defensa, fue originalmente ocupado por el Banco Ganadero, luego por el Hotel Mayo y desde entonces hasta la actualidad por el Banco Río devenido luego en Banco Santander. Se construyó entre 1960 y 1962.[1]
- Junto al Victoria, la compañía de seguros Ancora levantó el edificio homónimo, de 7 pisos, de estilo academicista francés.[1]
- La Franco-Argentina levantó un edificio imponente entre 1945 y 1947, también sobre Yrigoyen.[1]
- La residencia Crisol, en la esquina de Bolívar e Yrigoyen, es más baja que los demás edificios de su cuadra, y sigue el academicismo de los petit hoteles. Su estructura es metálica y en su planta baja se encuentra desde la década de 1990 el café "antiguo de la Victoria".[1]

### Vandalismos
Como consecuencia de las marchas, actos y protestas, que en la plaza se realizan, suelen producirse vandalismos, fundamentalmente sobre la Pirámide de Mayo, lo que ha obligado, en 2011 a la Ciudad de Buenos Aires a tener un presupuesto especial por mes para reparar los destrozos, que en ese año fue de 100 000 pesos.

## Usos y sucesos

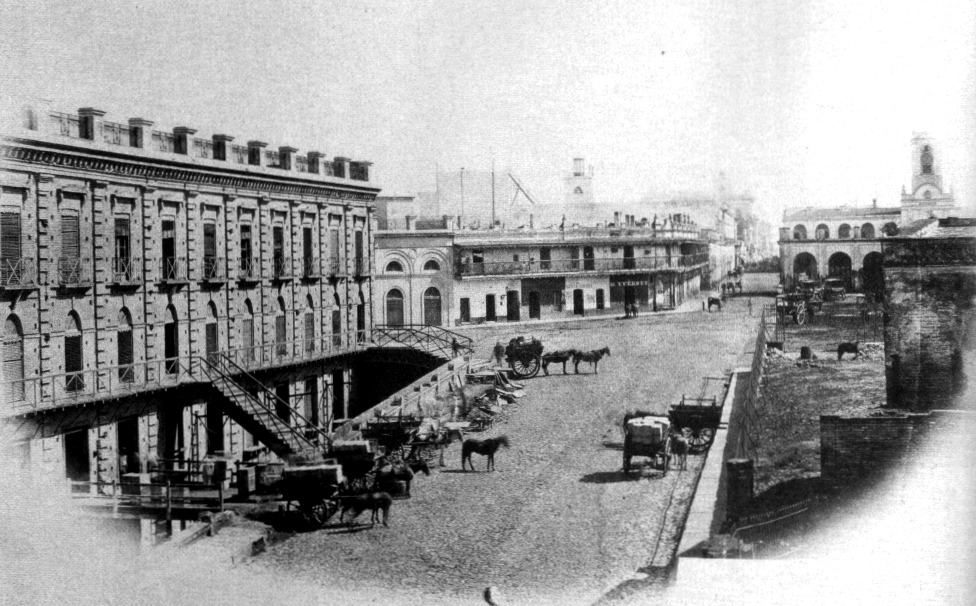
Zona sur de la plaza, año 1867, a la izquierda se observa el viejo edificio de Rentas Nacionales.

El primer uso que se le dio a la plaza fue el 11 de junio de 1580, día de la fundación de Buenos Aires, cuando Juan de Garay y los 64 pobladores llegados desde Asunción del Paraguay se trasladaron al centro del solar que correspondía a la Plaza Mayor y en el fijaron el rollo o árbol llamado de la Justicia. Este era un tronco de árbol que se clavaba y servía de símbolo de la justicia que se impartiría en nombre de Su Majestad el Rey de Castilla y de las Indias. En él se colocaban los bandos y disposiciones reales. A partir de entonces y hasta el siglo XIX la Plaza fue utilizada como sitio de justicia, de religión, de diversión y de administración. 
Fue sitio de encuentro y el primer mercado de Buenos Aires en el que sobre mantas o ponchos y luego sobre cajones o puestos de feria los comerciantes realizaban sus ventas.
Durante la época colonial las celebraciones y fiestas más comunes fueron:
- Protocolarias u oficiales:
  - Fijas: Paseo del Real Estandarte en el día del Patrono de la Ciudad (San Martín de Tours).
  - Extraordinarias: nacimientos, muertes, proclamaciones y juras de los reyes, recepción de personajes, creación de instituciones.
- Religiosas:
  - Fijas: Corpus Christi, Purísima Concepción, días de los santos, patronos de los templos y conventos, santos titulares de cofradías.
  - Extraordinarias: procesiones (como la de 1650 en que se rogó por el cese de las inundaciones), beatificaciones, fúnebres (entierros).
  - Regocijos: corridas de toros, juegos de cañas, bochas, palo enjabonado, juegos del pato, volatineros, teatro, música, etc.

Para cada una de esas situaciones la plaza era adornada con estandartes y con banderas colocados en ella o en los balcones de los edificios que la circundaban.
Las llamadas Fiestas Mayas, celebraciones de los aniversarios de la Revolución de Mayo, fueron las fiestas más importantes durante décadas. El denominador común de las mismas solía ser el que los niños de las escuelas cantaran el Himno Patrio al salir el sol y que al terminar las celebraciones por la tarde se dispararan las 21 balas de salvas desde el Fuerte al toque de las campanas. Había, como aún hoy en día, un Tedeum en la Iglesia y además formación en la plaza, cohetes, música, rifas, globos (a veces con banderas argentinas dibujadas en ellos) y fuegos artificiales. Las danzas (niños y niñas elegantemente vestidos con los colores celeste y blanco de la patria) bailaban sobre un tablado construido ad hoc y se elegía a la niña más airosa y bonita para llevarla por las calles en un carro triunfal tirado por hombres disfrazados de animales salvajes. Por la noche del 25 de mayo concurrían en cuerpo al teatro.
En la época de Juan Manuel de Rosas abundaban los elementos decorativos, inscripciones, poesías, columnas, etc; y se incorporaban banderas federales de color rojo punzó, representativo del federalismo, realizándose además desfiles militares. 

### Celebraciones, fiestas y acontecimientos

#### Antes de la demolición de la Recova
El 10 de noviembre de 1760, de acuerdo a una disposición de una real cédula, las fiestas de proclamación de don Carlos III se realizaron con mayor solemnidad de lo habitual: 

En la parte norte de la plaza se construyó un magnífico teatro en el cual se colocaron banderas y gallardetes y numerosas figuras.(...) A fin de guardar una perfecta simetría los vecinos construyeron frente al Cabildo otro edificio semejante, de madera, y en el dibujaron deidades que obsequiaban a los reyes(...) a la hora indicada los vecinos se presentaron a caballo para acompañar el real estandarte. Los regidores se dejaron ver de golilla y el alférez real de gala. Como de costumbre se organizó la comitiva con un concierto de clarines y trompas a la cabeza. Seguían los dragones a caballo con uniforme de gala y sable en mano; luego venían los vecinos más caracterizados rodeando el estandarte real y cerraba la marcha otro escuadrón de dragones. En la plaza Mayor había dos grandes estrados. En el más pequeños unos músicos daban un concierto, y en el otro se instalaron el alférez real, el regidor decano, el alcalde de primer voto y el escribano del cabildo. El alférez real intimó al pueblo tres veces silencio, y en seguida gritó: "¡España y las Indias! ¡España y las Indias! ¡España y las Indias! ¡Por el rey, nuestro señor, don Carlos III, que Dios guarde!"
Las campanas de todas las iglesias de la ciudad, la artillería de la fortaleza, los clarines y trompas avisaron a toda la ciudad y a la campaña del primer viva que se oyó en la plaza.(...)
Los días 15, 16 y 17 de noviembre hubo por las noches luminarias y fuegos artificiales.

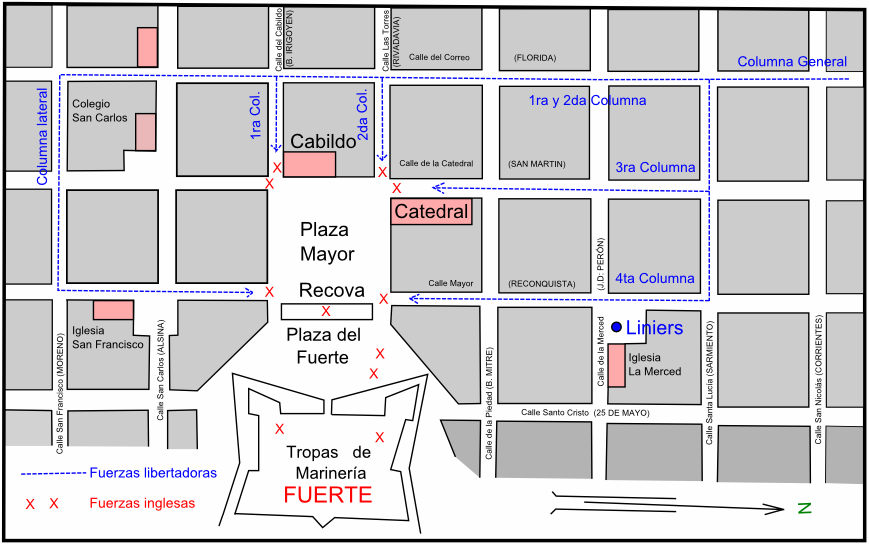
Reconquista de Buenos Aires (1806), plano del movimiento de las fuerzas liberadoras.

Durante las Invasiones inglesas, la plaza, entonces dividida en dos por la Recova, fue escenario principal de la lucha entre porteños y británicos. En efecto: el 12 de agosto de 1806 las fuerzas británicas al mando de William Carr Beresford fueron acorraladas y vencidas en la Plaza del Fuerte por las tropas reconquistadoras comandadas por Santiago de Liniers. Ese día, el pueblo agolpado en la Plaza Mayor se precipitó hacia el fuerte para comprobar la cesación del fuego, exigiendo a gritos que, en lugar de la bandera blanca de parlamento cuyo significado no comprendía, fuera izada la española en señal de rendición. El 20 de agosto el enemigo depuso las armas y entregó su bandera al pie del arco central de la Recova. En 1807, durante la segunda invasión británica, la plaza fue parte del escenario de la defensa de la ciudad contra las tropas enemigas al mando de John Whitelocke. La Plaza Mayor comienza desde entonces a llamarse Plaza de la Victoria.
El 14 de octubre de 1809 se celebró el cumpleaños número 25 del rey Fernando VII y se lanzó un gran globo aerostático con banderas españolas colgando de la barquilla. Pero éstas dejarían de verse en los festejos, ya que en 1810 la plaza fue el epicentro de la Revolución de Mayo, suceso trascendental en la vida del país. Todo comenzó al llegar la noticia de que las tropas de Napoleón Bonaparte habían destituido al rey Fernando VII. El pueblo entendió entonces que el poder del virrey Cisneros había cesado. El 21 de mayo la Plaza Victoria fue ocupada por hombres armados, entre los que se destacaban Domingo French y Antonio Beruti, que pedían que se llamara a cabildo abierto y se destituyera al virrey. Este accedió a firmar la autorización para una asamblea al día siguiente, que decidió que debía cesar en su mando, pero el 23 de mayo se nombró una Junta de Gobierno cuyo presidente era Cisneros. Entonces, el 25 de mayo por la mañana, en un día opaco y lluvioso, sobre la vereda ancha de la Plaza Mayor un grupo de patriotas se reunió frente al Cabildo golpeando sus puertas y exigiendo saber de que se trata. La asamblea reunida tomó conciencia de que la mayoría de las tropas no la apoyaba y decidió recibir a una delegación de patriotas que le presentó los nombres de quienes deberían ser los integrantes de la nueva Junta. Los capitulares salieron entonces al balcón para presentar directamente a la ratificación del pueblo la petición formulada. Pero dado lo avanzada de la hora y el estado del tiempo, la cantidad de gente en la plaza había disminuido, por lo que los revolucionarios pidieron que se tocase la campana del Ayuntamiento, y si por falta de badajo no se hacía uso de la campana, que se mandase tocar la generala y que se abriesen los cuarteles, en cuyo caso sufrirá la ciudad lo que hasta entonces se había procurado evitar. Intimado por la presión popular el Cabildo aceptó la petición y por la tarde, desde los balcones del Cabildo, era proclamada la Junta Gubernativa Provisional. Cornelio Saavedra, su recién nombrado presidente, habló a la muchedumbre reunida bajo la lluvia y luego, se trasladó al Fuerte, entre la salva de artillería y los toques de campana.
El 6 de abril de 1811 bandas de música y miembros del gobierno se hicieron presentes con motivo de la excavación de los cimientos para la llamada Pirámide del 25 de mayo que se terminaría recién el 25 de mayo como parte de la conmemoración del primer aniversario de la Revolución. En ese día se colocaron al pie de la misma las banderas de los Regimientos Patricios, Arribeños, Pardos y Morenos, Artillería, Húsares y Granaderos de la guarnición Buenos Aires. La Pirámide y la Catedral fueron profusamente iluminadas. La Recova se iluminó con 1.141 velas de sebo. Los festejos duraron cuatro días e incluyeron danzas, sorteos y manumisión de esclavos. La fiesta maya del año 1812 se celebró con gran esplendor, sin paseo del Estandarte Real y toda exteriorización a favor de Fernando VII. La iluminación especial de la plaza duró seis días, hubo música y fuegos de artificios. El 26 de mayo tres niños entonaron la Canción patriótica de Blas Parera, antecedente del Himno Nacional Argentino. En la fiesta del año siguiente se distribuyeron premios a artesanos, se repartió dinero a los pobres, se bailó, se exhibieron trajes, se inscribieron los nombres de los muertos por la patria y décimas de Fray Cayetano Rodríguez en la pirámide.
El 8 de octubre de 1812 la plaza vuelve a ser epicentro de otra revolución: la que depuso al Primer Triunvirato. Ese día se emplazaron en el arco principal de la Recova dos obuses apuntando contra el Cabildo.
En 1815 se erigieron cuatro estatuas que representaban a Europa, Asia, África y América, cada una con décimas de Vicente López y Planes.
En 1816, confirmada en Buenos Aires el 10 de septiembre la noticia de que el 9 de julio se había declarado la independencia en el Congreso de Tucumán, se celebró la misma en la plaza el día 13 de septiembre, con un gran acto popular. La Pirámide se vistió de celeste y blanco y se inscribieron en ella versos patrios. Se la rodeó de jarrones y estatuas decorativas. Se armó un gran palco de honor con más de 180 sillas de terciopelo. Hubo grandes desfiles militares que prestaron juramento de defender la independencia frente al Director Supremo Juan Martín de Pueyrredón. Carros triunfales de los distintos barrios desfilaron por la plaza. Se dispararon salvas desde la fortaleza y desde los buques cercanos a la costa. Se encendieron más de dos mil luces. La fiesta continuó por muchos días, solo interrumpida una vez por fuertes tormentas.
En 1818 la plaza se vistió de gala para celebrar las victorias del ejército patrio en las batallas de Chacabuco y Maipú. Fue rodeada por 120 arcos, pintados con los colores azul y blanco. Hubo una iluminación profusa por cinco noches. En la base de la Pirámide de Mayo se escribieron poemas y en su ápice se colocó un farol de dos metros de alto con vidrios de colores.
En la celebración del 25 de mayo realizada en 1823 se la iluminó por primera vez con 350 lámparas alimentadas por gas proveniente de un gasómetro construido ad hoc en un hueco existente entre la Catedral y la finca de la familia Azcuénaga. Hubo fuegos artificiales por tres días y se ornamentó la plaza con columnas, pilastras y cornisas.
El 13 de febrero de 1825, pocos días después de recibir la noticia de que el 9 de diciembre de 1824 el general Antonio José de Sucre había logrado la victoria final sobre los españoles en la batalla de Ayacucho, se realizaron grandes festejos que duraron dos días e incluyeron una iluminación especial a la Pirámide.

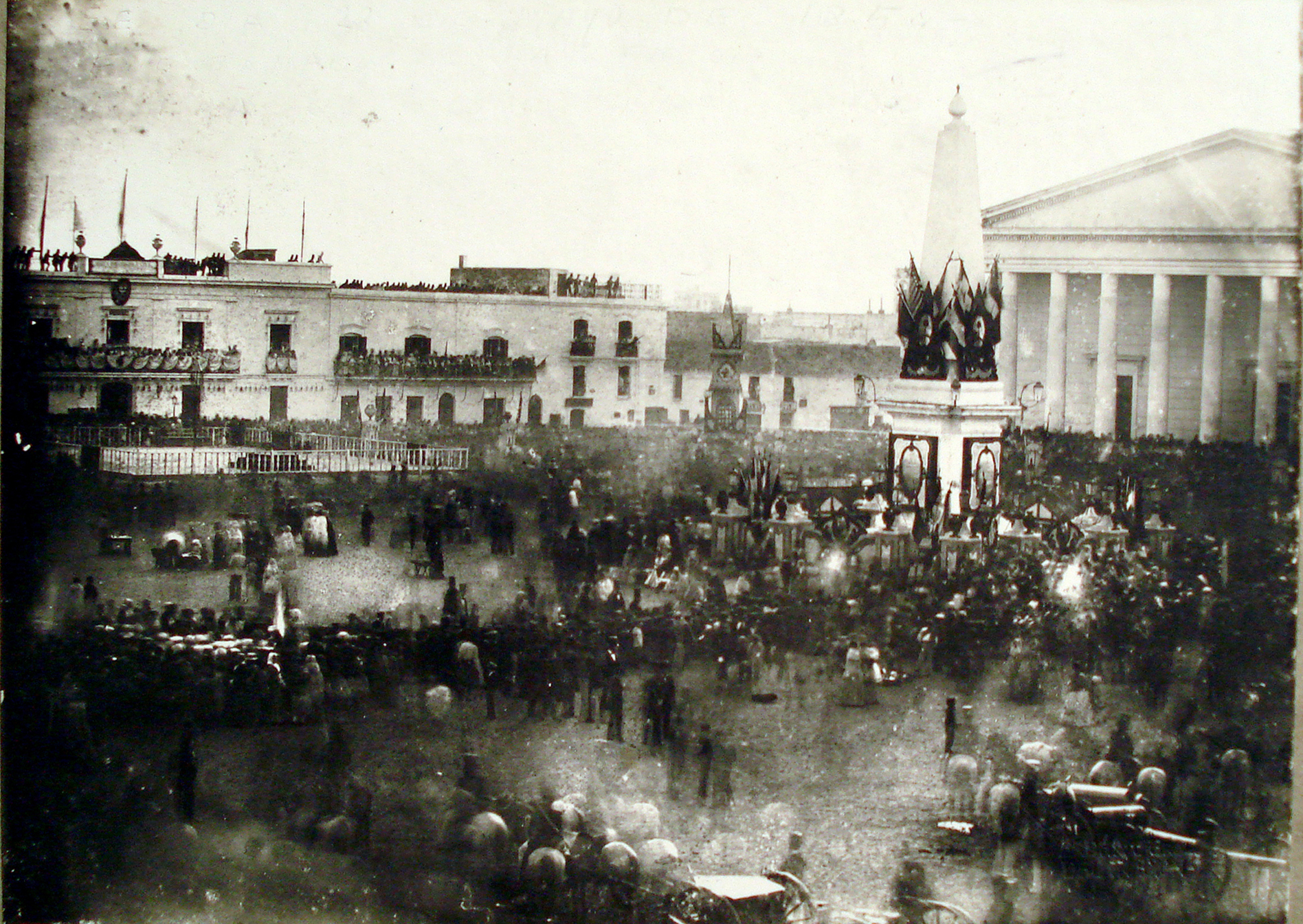
Jura de la Constitución de Buenos Aires (1854).

En 1829 los unitarios festejaron la toma del poder por Juan Lavalle.
El 4 de febrero de 1852 el general Lucio Norberto Mansilla proclamó de manera pública al general Urquiza como vencedor de la batalla de Caseros. Se colocaron como ornamentos arcos y faroles. El 19 de febrero Urquiza hizo su entrada triunfal en Buenos Aires al frente de sus más de 30 000 hombres armados. En la plaza se había construido para recibirlo un arco triunfal y un tablado con una orquesta de música. Desde las azoteas los antirrosistas le arrojaban flores.
La Constitución del Estado de Buenos Aires se juró en la plaza el 23 de mayo de 1854. Se colocaron entonces cuatro pirámides adornadas y con inscripciones, de estilo gótico, en sus cuatro ángulos y muchos adornos realizados con flores.
Otra jura, pero en este caso de la Constitución de la Nación Argentina por parte de las autoridades de la provincia de Buenos Aires, encabezadas por Bartolomé Mitre, se realizó el 21 de octubre de 1860.
En 1882, con motivo de la muerte del considerado héroe italiano Giuseppe Garibaldi, ocurrida el día 2 de junio de ese año, se le rindió un importante homenaje bajo el arco grande de la Recova. En un tumulto adornado con banderas descansaba un busto sobre un pedestal alto mientras una sección militar le rendía guardia de honor.

#### Después de la demolición de la Recova

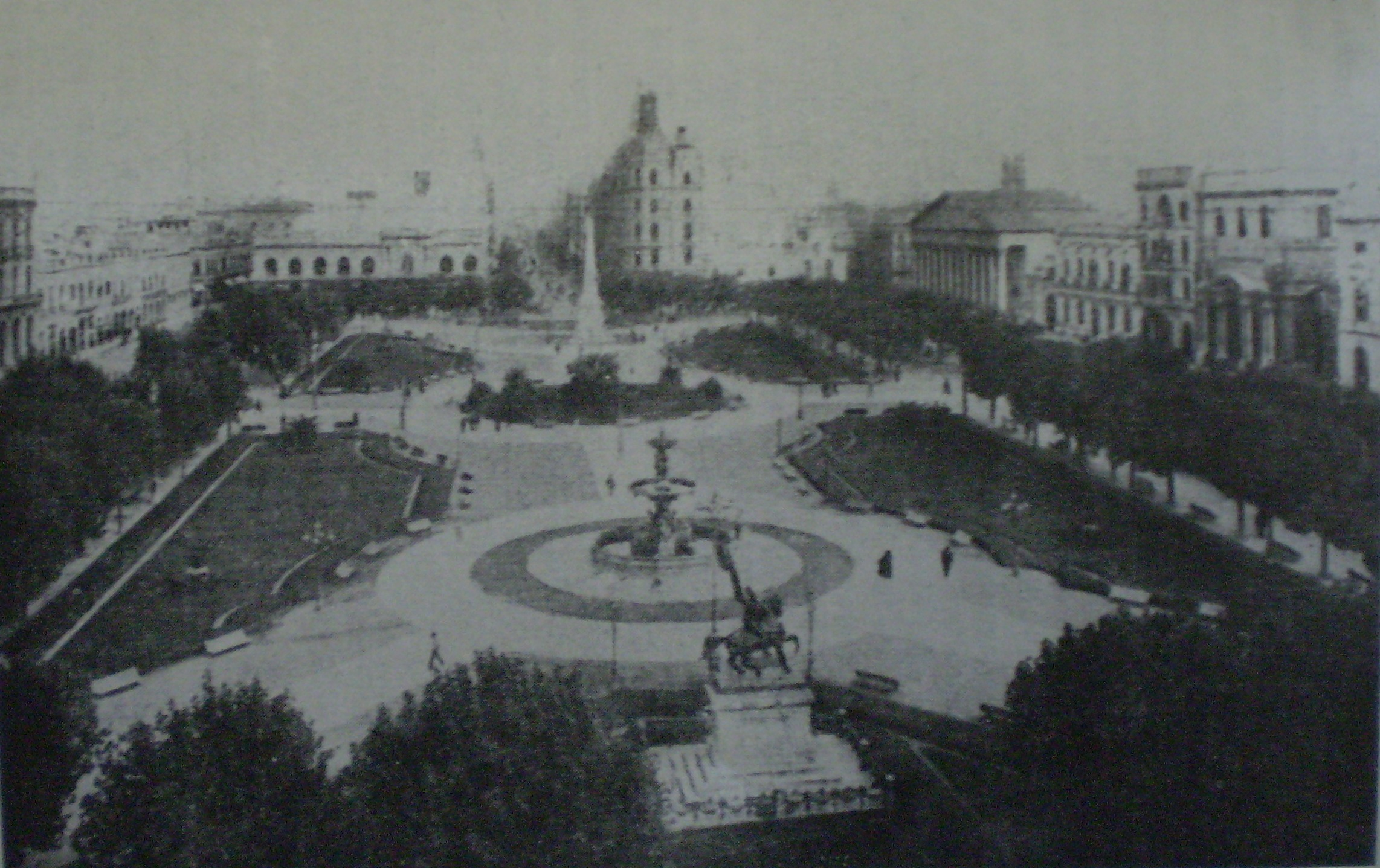
La plaza en 1904.

A partir de 1884, con la mencionada demolición de la Recova, la plaza se unificó bajo el nombre de Plaza de Mayo. Con el tiempo se convirtió en un lugar tal que quien o quienes se apoderasen de ella resumirían en sí el verdadero poder. 
Muy diversas convulsiones políticas, fiestas, actos y manifestaciones populares se desarrollaron en ella. Numerosas veces el pueblo se reunió frente a los balcones de la Casa Rosada para escuchar, apoyar o rechazar a los presidentes que gobernaban. Deportistas exitosos, en especial futbolistas, también disfrutaron del privilegio de celebrar desde allí los triunfos obtenidos.
Se destacan algunos de esos acontecimientos:
El 13 de abril de 1890 se fundó la Unión Cívica y su creación finalizó con una enorme marcha hacia la Plaza de Mayo que se convirtió en el primer acto político de masas de la historia argentina contemporánea. La manifestación produjo una seria crisis política en el gobierno presidido en aquel entonces por Juárez Celman provocando la renuncia inmediata de todos sus ministros.
En 1900, con motivo del inicio de un nuevo siglo (si bien estrictamente se inicia en 1901) distintos colegios se reunieron para celebrar el 25 de mayo de ese año. La Revista Caras y Caretas relató:

Novecientas bocas se abrieron para lanzar a los aires los acentos del himno nacional. A las diez habían llegado a la plaza la escuela normal de profesoras, la escuela normal de maestras, la escuela normal, la escuela normal de profesores y los colegios nacionales, Central, Norte y Sud, y los alumnos de los tres establecimientos de enseñanza primeramente citados, bajo la inteligente dirección del maestro Ricardo Furlotti, entonaron el himno nacional, el canto a Mayo, letra de Esteban de Luca y música de Ricardo Furlotti y gran marcha triunfal por la orquesta.
Inicióse luego el desfile de los jóvenes estudiantes, pero la multitud que llenaba la plaza, en ver de amenguar, creía, arremolinándose en los alrededores de la casa rosada y aguardando que terminase la ceremonia religiosa que debía celebrarse en el templo de la Merced y que la comitiva oficial se pusiese en marcha hacia Palermo, donde, según el programa, debía efectuarse la inauguración del monumento erigido a Sarmiento.
El Te Deum que se cantó en la mencionada iglesia, por hallarse la Catedral en obras, tuvo lugar a la 1 p.m. Asistieron el presidente de la República, los ministros, los altos funcionarios oficiales, los militares de elevada graduación, el cuerpo diplomático, etc."

También en 1900, con motivo de la visita del presidente brasileño Campos Salles se instaló como adorno una estructura metálica en el lugar que hoy ocupa la Pirámide. En 1903 se instaló junto a la Pirámide un templete como parte de los símbolos de las Fiestas Mayas de ese año y como bienvenida a la delegación chilena, decorado con bombitas de luz de diversos colores. Fue este último ornamento (y no el anterior, como algunos historiadores han confundido) el que el director del Zoológico de Buenos Aires, Clemente Onelli, pidió para utilizarlo como jaula de cóndores y que desde entonces se lo sigue utilizando para tal fin.
El 25 de mayo de 1910 se celebró el centenario de la Revolución de Mayo y la plaza fue uno de los principales escenarios de los festejos en los que participaron diversos regimientos de los países limítrofes que desfilaron por la avenida de Mayo. También recibió la visita de personalidades ilustres de diversos países, como Pedro Montt, presidente de Chile, y la infanta Isabel de Borbón, hermana del rey de España Alfonso XIII. 
El 19 y 20 de junio de 1920 se realizaron multitudinarios homenajes con motivo de la conmemoración del Centenario del fallecimiento del Gral. Manuel Belgrano. En la primera jornada decenas de miles de niños, principalmente de escuelas normales, juraron fidelidad a la bandera. El 20 de junio se realizó la "Apoteosis a la Bandera", con un gigantesco Arco Triunfal especialmente construido para el evento y un mástil que superaba los cincuenta metros de alto. En una emotiva ceremonia el presidente de la nación Hipólito Yrigoyen, izó una gran bandera confeccionada por las Damas Patricias, mientras un coro de niñas entonaba las estrofas del Himno Nacional y una batería de artillería tributaba honores con una salva de ciento un cañonazos.

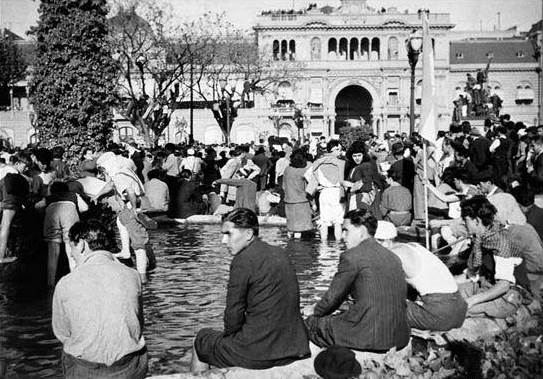
Manifestación en Plaza de Mayo el 17 de octubre de 1945 en apoyo a Perón.

El 8 de septiembre de 1930 el gobierno de facto de José Félix Uriburu prestó juramento en los balcones de la Casa de Gobierno ante una multitud que colmó la Plaza de Mayo. Uriburu se dirigió a la misma y preguntó: ¿Juráis por Dios y la Patria ser fieles a las autoridades que vosotros mismos os habéis impuesto? Un sí clamoroso se levantó en la plaza y enseguida juraron los nuevos ministros.
El 17 de octubre de 1945 una tumultuosa manifestación popular formada, mayoritariamente por obreros de las zonas fabriles en la periferia de la ciudad, logra la liberación del entonces coronel Perón, detenido por el gobierno militar del que era parte como Secretario de Trabajo; y que más tarde sería electo como presidente de Argentina. El hecho provocó el disgusto de sectores de la clase media y alta, pues fue visto como una invasión de la ciudad por los llamados despectivamentecabecitas negras. Desde entonces esta fecha es recordada por el movimiento peronista como el Día de la Lealtad y se reunía anualmente en la Plaza de Mayo para celebrar la comunión con sus líderes, Perón y Evita, quienes daban sus discursos desde el balcón de la Casa Rosada.
Un grave atentado terrorista perpetrado el 15 de abril de 1953, por un comando atribuido a Roque Carranza —luego ministro del presidente Alfonsín— y Carlos González Dogliotti, hizo estallar dos bombas en la plaza durante un acto de la Confederación General del Trabajo Argentina (CGT). Murieron 5 personas y hubo 95 heridos. Al principio se detuvo por el incidente a un grupo opositor entre los que se encontraba Roque Carranza, pero en 1955 Perón ordenaría liberarlos. El hecho nunca se esclareció.

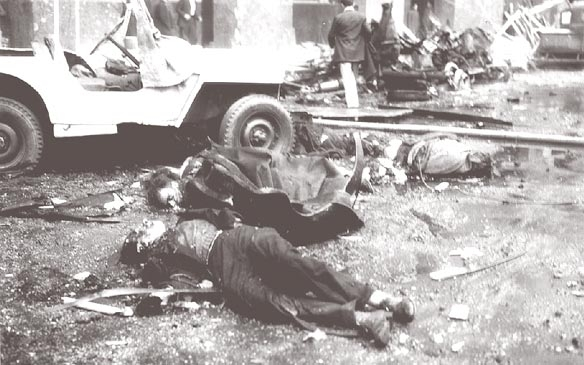
Bombardeo sobre la plaza (1955).

El 16 de junio de 1955, la Plaza de Mayo fue bombardeada por la Aviación Naval argentina, como parte de un intento de golpe, matando a más de 300 transeúntes e hiriendo a muchos más. Desde el Ministerio de Guerra se disparaba sobre posiciones en la plaza y también hubo un avance por tierra desde el Correo Central con una gran batalla en la zona noreste de la plaza. Si bien este alzamiento fue sofocado, tres meses más tarde volvería a atacar y triunfaría con el nombre de Revolución Libertadora, que también tuvo su propia gigantesca manifestación en la plaza. El movimiento peronista sin embargo no dejó de organizar su propia manifestación en la misma plaza toda vez que lo dejaron expresarse.
Años más tarde, el 1 de mayo de 1974, Perón, desde el balcón de la casa Rosada, criticó a los Montoneros, brazo armado de su movimiento, que se hallaban manifestando en la plaza tratándolos de estúpidos imberbes. Los montoneros dieron la espalda a Perón y se retiraron de la plaza.
Desde el 30 de abril de 1977 es aquí donde las Madres de Plaza de Mayo se han reunido cada jueves para realizar una caminata alrededor de la Pirámide, con carteles y fotos de sus hijos desaparecidos por los militares durante el terrorismo de Estado. También fue en la plaza donde se realizó el simulacro de ataque policial a Alfredo Astiz, que convenció erróneamente a las madres de que era un verdadero familiar de desaparecidos, cuando en realidad era un Capitán de Fragata infiltrado en las organizaciones de derechos humanos.
El cantautor Luis Alberto Spinetta, en plena dictadura militar, simbolizó en su canción Las Golondrinas de Plaza de Mayo la añoranza por las libertades perdidas.
El año de 1982 es muy movido en cuanto a concentraciones ciudadanas en la plaza. Primero una gran marcha organizada por la CGT y la Multipartidaria intentó llenar la plaza el 28 de marzo de 1982 para exigir el fin del dictadura, pero las barreras policiales se lo impidieron. Hubo tres mil detenidos. El 2 de abril de ese mismo año hubo una gran manifestación, pero ahora convocada por el dictador Leopoldo Galtieri, para apoyar la reconquista de las Islas Malvinas. Hubo otras por el mismo tema, sin embargo, la renuncia del militar el 17 de junio, a consecuencia de la desilusión causada por la derrota argentina en la la guerra por esas, produjo una nueva manifestación en la plaza con serios disturbios. También en este año, el 5 de octubre, se produce la denominada Marcha por la Vida que dio origen a las grandes marchas por los derechos humanos que terminarían haciéndose cada 24 de marzo. Ya cerca de fin de año, el 16 de diciembre, la Multipartidaria, la CGT, las organizaciones de derechos humanos, las estudiantiles y los partidos políticos organizan una marcha masiva en la que fue asesinado desde un Ford Falcon color verde (modelo y color que caracterizaba a los grupos represores clandestinos), el obrero Dalmiro Flores, perteneciente al sindicato de mecánicos SMATA.
El 10 de diciembre de 1983 una multitud llena de algarabía celebró el retorno de la democracia colmando la Plaza de Mayo mientras el presidente Raúl Alfonsín, quien había asumido el mando ese día, saludaba a la multitud desde el Cabildo.

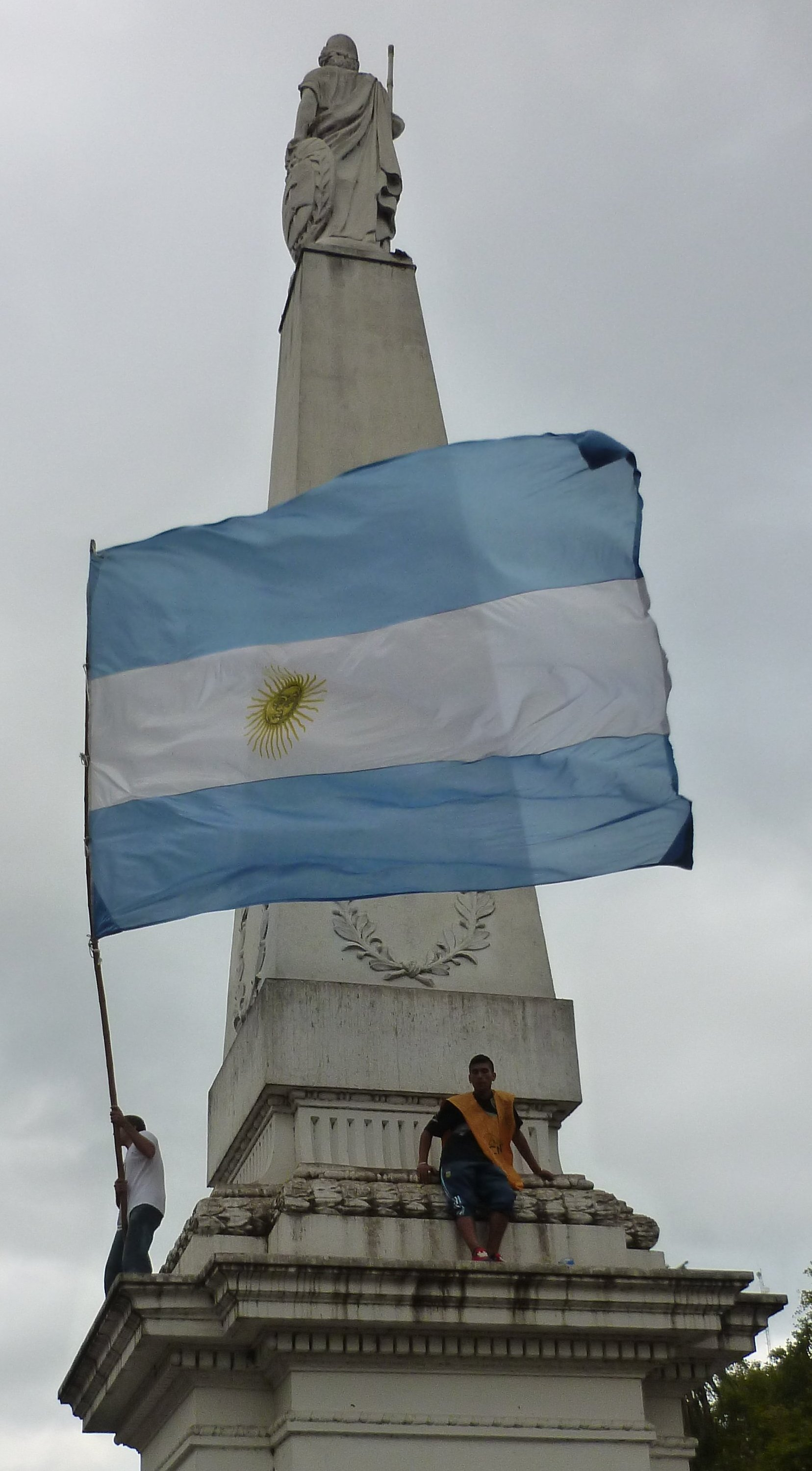
Un manifestante agita una bandera argentina en la Pirámide de Mayo, durante la marcha de los derechos humanos, al cumplirse 40 años del comienzo de la dictadura cívico-militar instalada el 24 de marzo de 1976.

El 20 de septiembre de 1984 una gigantesca marcha acompañó a la Comisión Nacional sobre la Desaparición de Personas (CONADEP) para entregar el informe Nunca Más a Alfonsín.
En 1986, tras ganar la selección argentina de fútbol la Copa Mundial en México, el equipo integrado entre otros por Diego Armando Maradona y dirigido por Carlos Bilardo, saludó desde el balcón de la Casa Rosada a la multitud que llenaba la plaza. La escena se repitió en 1990 con el equipo que esta vez resultó subcampeón del campeonato disputado en Italia y que también contó con Maradona y Bilardo.
Los días de la Semana Santa de 1987 la plaza estuvo casi permanentemente colmada por una participación popular masiva que seguía el curso de los acontecimientos de una insurrección militar. El 19 de abril, domingo de Pascuas, el presidente Raúl Alfonsín llegaba a Plaza de Mayo después de dialogar con los cabecillas de la insurrección y comunicó que los militares sublevados serían detenidos y juzgados. Sin embargo, el discurso presidencial provocaría rechazo al definir a los rebeldes como Héroes de Malvinas y al terminar el discurso con un saludo de ¡Felices Pascuas, la casa está en orden y no hay sangre en la Argentina! que algunos iban a considerarlo como un acto de claudicación y otros, en cambio, lo elogiaron por haber sabido evitar un enfrentamiento en el que hubiesen podido producirse muertes.
La Plaza de Mayo fue además uno de los escenarios de los conflictos sociales ocurridos el 19 y 20 de diciembre de 2001. A este acontecimiento se lo conoció con el nombre de Cacerolazo. Durante el día 20 la represión policial provocó varias muertes, algunas de ellas causadas en la propia plaza, en lugares que aparecen demarcados en la actualidad. 
El diario Clarín relató los hechos del día 20 del siguiente modo: 

...La Policía estaba acantonada en la vereda del Banco Nación, un lugar que hace un siglo se conocía como el Hueco de las Animas, porque estaba construido sobre un cementerio de inmigrantes. Desde allí buscó cumplir la orden oficial de disolver la marcha. El primer intento fue una avanzada de los caballos sobre un grupo que gritaba en torno a la Pirámide de Mayo. Hubo fotógrafos baleados y manifestantes molidos a bastonazos. Pero, a los 10 minutos, la gente estaba otra vez en la plaza y los caballos en el Banco Nación. Ese ida y vuelta, ese avance y retroceso en las posiciones, fue después la constante del día...El ánimo se calentaba como el aire. Un grupo empezó a tirar piedras y entonces volvió la represión, que no paró hasta la noche. Un camión hidrante por Rivadavia y otro por Yrigoyen desataron la tormenta contra los manifestantes. La Infantería de la Federal descargó un centenar de gases lacrimógenos... La gente se desbandó. Por la Avenida de Mayo se largó una maratón. Y la Policía comenzó a ganar terreno a fuerza de disparos al cuerpo, desde patrulleros de las comisarías....La tensión empezó a ceder cerca de las 17. El silencio copó la zona, mientras los manifestantes se reorganizaban: tiraban baños químicos como barricada sobre Avenida de Mayo, cruzaban cuerdas de vereda a vereda para atrapar caballos y prendían fuego en cada rincón. Al caer la noche, la Plaza de Mayo era otra vez de la Policía. La impaciencia, de la gente. Y el Gobierno, de nadie.
Clarín, 21 de diciembre de 2001

Ese día 20, en helicóptero, como Isabel Perón el 24 de marzo de 1976, el presidente Fernando de la Rúa abandonó la Casa Rosada por la terraza, a las 19.52, rumbo a la Quinta de Olivos, ante la muchedumbre reunida en la plaza que lo repudiaba. 
Cuando con el correr de los días la situación política se calmó y asumió Eduardo Duhalde, la plaza fue dividida en dos por una improvisada valla metálica que sin embargo permaneció allí hasta la actualidad, vigilada por numerosos policías. En enero de 2015, tras una convocatoria por la muerte del fiscal Alberto Nisman, fueron soldadas.

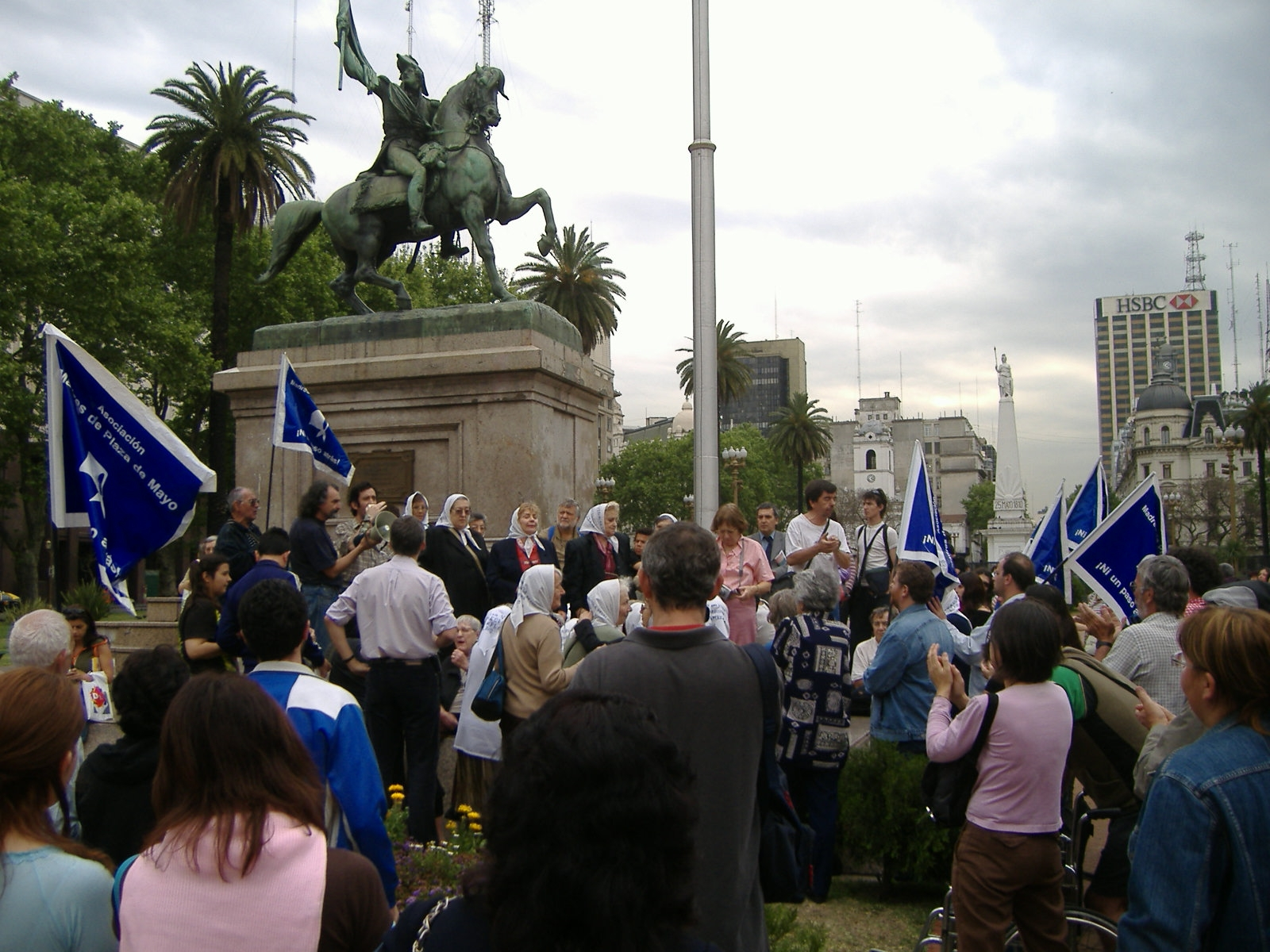
Manifestación de las Madres de la Plaza de Mayo.

El 8 de diciembre de 2005, a pedido de sus hijos, las cenizas de Azucena Villaflor, fueron depositadas junto a la Pirámide de Mayo, en el mismo lugar donde ella había comenzado a organizar la lucha de las Madres de Plaza de Mayo pidiendo respuestas por sus hijos desaparecidos.
Desde el 25 de febrero de 2008 se situó frente a la desembocadura de la calle Defensa una carpa de protesta de los autodenominados veteranos de guerra de las Malvinas no reconocidos por el Estado. Se trataba de exconscriptos que se desempeñaron en bases militares patagónicas durante la Guerra de Malvinas y que pedían ser reconocidos formalmente como veteranos de ese conflicto bélico. Tal vez fue la protesta que más tiempo se haya extendido en la plaza. El 7 de octubre de 2015 comenzaron a construir un refugio con ladrillos y cemento cansados de que su reclamos no fuera escuchado por el gobierno nacional. Una fiscal ordenó desalojar la construcción, pero la Policía Federal, que custodiaba la plaza,  no lo hizo. No obstante, ese mismo día por la noche los exsoldados decidieron, ante la posibilidad de entablar un diálogo con el Gobierno nacional, quitar los ladrillos pero continuar con el acampe. Finalmente, diez años después de establecerse, el 26 de enero de 2018, en el marco de las remodelaciones de la Plaza de Mayo Personal del Ministerio de Ambiente y Espacio Público junto a la Policía de la Ciudad desalojaron a los exconscriptos.
El 18 de junio de 2008 en una multitudinaria concentración realizada en defensa de la democracia, se produjo un accidente que le costó la vida a un tucumano que había venido desde su provincia. Pasadas las 11 de la mañana, el manifestante recibió un golpe al desplomarse desde siete metros de altura una farola de unos 10 kilos, situada sobre Hipólito Yrigoyen, cerca de la Casa Rosada, producto de la colocación de un pasacalle durante el acto y de la falta de mantenimiento de los tornillos que unían el artefacto con el poste. Una hora después murió en el hospital.
Entre el 13 y el 19 de marzo de 2013 la plaza recibió a una multitud que quería expresarse frente a la Catedral de Buenos Aires emocionada por la elección del argentino Jorge Bergoglio como papa. El día 19, se dio una gran misa al aire libre. Los fieles siguieron por la madrugada de ese día la ceremonia de inauguración del pontificado del papa Francisco gracias a cuatro pantallas gigantes de televisión, una en el medio de la Plaza de Mayo, dos sobre Bolívar y una en Diagonal Sur, que transmitían los sucesos desde la Ciudad del Vaticano. Eran 50.000 personas, la mayoría había llegado por la noche para la vigilia. El papa llamó a las 3:30, hora de la Argentina, sorprendiendo a la gente con un mensaje a los argentinos, y pidiendo que: recen por mí, cuídense entre ustedes, no se saquen el cuero, no se hagan daño, en una plaza dominada por el silencio. A las 7.30 la transmisión se cerró y la multitud se desconcentró.

### Las ejecuciones
Como se comentó más arriba, el primer acto que se celebró en la plaza ocurrió durante la fundación de la ciudad en 1580, cuando en ella se estableció el llamado Rollo de la Justicia. Inmediatamente después se colocó una horca y durante más de un siglo se ató a los reos para el castigo que se hacía en forma pública y delante de los niños del colegio que eran aleccionados moralmente por el maestro. Las penas iban de azotes hasta ejecuciones crueles. Algunas de las ejecuciones más resonantes fueron:
El 10 de marzo de 1802 fueron ahorcados Martín Ferreyra, alias Curú, y su banda por asaltar el pueblo de Las Víboras el 15 de agosto de 1801. Habían sido juzgados por un Consejo de Guerra que los condenó a ser ahorcados y descuartizados. El virrey Joaquín del Pino y Rozas modificó esta sentencia, y dispuso que luego de ahorcados solo Curú fuera descuartizado, mientras que al resto solo debían cortárseles las manos luego de ser decapitados.
El 11 de diciembre de 1811 fueron fusilados y ahorcados diez cabecillas de lo que se conoció como el motín de las trenzas, que comenzó en el Regimiento de Patricios. Cuatro sargentos (Juan Ángel Colares, Domingo Acosta, Manuel Alfonso y José Enrique), dos cabos (Manuel Pintos y Agustín Quiñones) y cuatro soldados (Agustín Castillo, Juan Herrera, Mariano Carmen y Ricardo Nonfres) fueron degradados delante de las tropas, ejecutados y sus cadáveres puestos a la expectación pública.
El 6 de julio de 1812 son fusilados por conspirar contra el gobierno Martín de Álzaga y sus cómplices. Tras descubrirse la conspiración, Martín de Álzaga se dio a la fuga, hasta que fue encontrado y ejecutado el 6 de julio. El 11 también fue ejecutado Felipe Sentenach, quien fue previamente degradado por ser militar. Para esto se levantó un tablado en el lugar donde actualmente se encuentra el monumento a Manuel Belgrano, donde le arrancaron las insignias del uniforme y partieron su espada. El 13 fue ahorcado fray José de las Ánimas, el primer religioso ejecutado en la ciudad.
En 1814 fue fusilado el capitán Marcos Úbeda por conspirar contra el gobierno. Fue ejecutado en el Fuerte el domingo de Pascua de 1814, y su cuerpo exhibido en la plaza. Este episodio fue muy criticado ya que era costumbre indultar a los condenados durante las fiestas religiosas, y porque las familias que se dirigían a la misa en la Catedral se encontraban con el cadáver expuesto.
En 1823, fueron ejecutados los cabecillas del levantamiento producido el 19 de marzo de ese año, adversarios del ministro Bernardino Rivadavia. Durante este levantamiento intentaron apoderarse del Fuerte, liberando a varios presos que se sumaron al combate. Las tropas del Fuerte lograron dispersar el motín, y entre los meses de marzo y abril fueron fusilados varios de los líderes.
En 1828 fueron ahorcados, acusados de asesinato, Jaime Marcet (28 años) y de Juan Pablo Arriaga (de 21).
En 1830, fue fusilado Henri Fleury, francés de 26 años, acusado de falsificar billetes de banco. En el sitio donde hoy se alza el monumento ecuestre al general Manuel Belgrano, se encendió una hoguera delante del patíbulo donde se fueron quemando, uno a uno, los billetes falsificados. Hubo mucho público, incluyendo una gran cantidad de mujeres en los balcones y en las azoteas.
El 25 de octubre de 1837 fueron fusilados el capitán José Santos Pérez y los hermanos Vicente y Guillermo Reynafé acusados del asesinato de Facundo Quiroga. En realidad fueron acusados por el crimen más de sesenta personas. El 27 de mayo habían sido  sentenciados 15 de ellos a su ejecución en la Plaza 25 de Mayo, mientras que, entre 25 acusados, 17 iban a ser sorteados para su ejecución y los 8 restantes cumplieron una condena de 10 años de prisión. Además, los cuerpos de Santos Pérez y los Reynafé debían ser expuestos en la horca durante seis horas. Juan Manuel de Rosas modificó esa sentencia, y los hermanos Reynafé y Santos Pérez fueron fusilados en la Plaza Victoria.
El 17 de octubre de 1853 fueron fusilados los mazorqueros, Silverio Badía y Manuel Troncoso. Sus cadáveres fueron suspendidos en la horca durante cuatro horas.

### Las corridas de toros
La primera corrida de toros que se realizó en Buenos Aires tuvo lugar en 1609 en la Plaza Mayor. Se realizaron durante dos siglos y en esas oportunidades se levantaba el ruedo hecho de palmas y tablas frente al Cabildo y el toril a un costado de la plaza. Se cubría el redil con varias capas de arena, que se apisonaba: luego era prolijamente regado por carros de aguateros. Las construcciones del entorno se adornaban y se utilizaban sus palcos y balcones en alquiler. Los balcones del Cabildo se usaban como palco para las autoridades y gente «principal». Se agregaba al programa el desfile de muñecos, enanos, máscaras, actores etc. El espectáculo era acompañado por música de clarines y timbales. Eran comunes en festejos importantes, como el realizado en 1750 en la Plaza Mayor en honor de san Martín de Tours.

### Hueco de las ánimas
Según la superstición popular, existió en la Plaza de la Victoria, en la esquina de las actuales calles Reconquista y Rivadavia (actual solar del Banco de la Nación Argentina), una cueva de Salamanca, o sea, un lugar en donde el diablo y seres demoníacos celebraban aquelarres.
En efecto, construcciones inconclusas habían dejado en el mencionado solar pozos y excavaciones que se conocieron como Hueco de las ánimas. En ellos se refugiaban pordioseros y vagos y en las noches se convertían en una oscura y tétrica cueva, que por inferencia el porteño consideró una cueva de salamanca.
Se sabe que subsistió hasta el tiempo de Rosas, pues ahí se desarrolla un episodio de Juan Cuello, de Eduardo Gutiérrez.
Sobre ese sitio se erigían los andamios de la construcción del inconcluso Teatro Coliseo, sobre los que se apostó el cuerpo de Vizcaínos durante las invasiones inglesas. En 1857, al construirse el primer Teatro Colón en ese lugar, el Hueco desapareció para siempre.